# 足利義昭
足利 義昭（あしかが よしあき）は、室町幕府の第15代（最後の）征夷大将軍（在職：1568年〈永禄11年〉- 1588年〈天正16年〉）。
父は室町幕府の第12代将軍・足利義晴。母は近衛尚通の娘・慶寿院。第13代将軍・足利義輝は同母兄。

## 概要
足利将軍家の家督相続者以外の子息として、慣例により仏門に入って、覚慶（かくけい）と名乗り、一乗院門跡となった。
兄・義輝が永禄の変で三好三人衆らに殺害されると、細川藤孝ら幕臣の援助を受けて南都から脱出し、還俗して義秋（よしあき）と名乗る。その後、朝倉義景の庇護を受け、義昭に改名した。
そして、織田信長に擁されて上洛し、第15代将軍に就任した。その後、信長と対立し、武田信玄や朝倉義景、浅井長政らと呼応して信長包囲網を築き上げる。一時は信長を追い詰めたが、やがて京都から追われ、一般にはこれをもって室町幕府の滅亡とされている。
しかし、義昭は京都追放後も将軍として活動を続けており、河内国や和泉国、紀伊国に滞在したのち、備後国へ下向した。そして、毛利輝元の庇護を受け、亡命政権・鞆幕府を樹立し、信長に対抗した。
信長が本能寺の変によって横死したのち、豊臣政権が確立すると帰京し、豊臣秀吉から山城国槇島に1万石の所領を認められた。そして、将軍を辞して出家し、昌山道休（しょうざん どうきゅう）と号した。
義昭は前将軍であったので、殿中での待遇は大大名以上であり、また秀吉の御伽衆に加えられるなど、貴人として遇された余生を送った。

## 生涯

### 一乗院門跡として

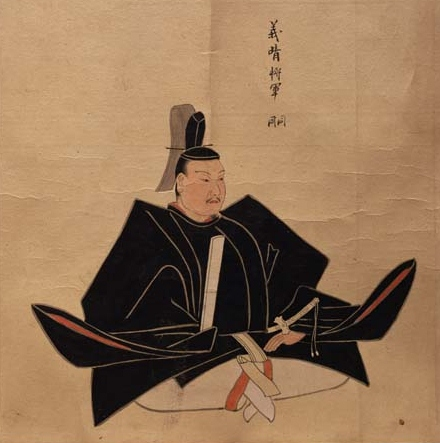
足利義晴

天文6年（1537年）11月3日、第12代将軍・足利義晴の次男として、京都で誕生した。母は近衛尚通の娘・慶寿院。幼名は千歳丸（ちとせまる）。
天文9年（1540年）7月、千歳丸が3歳の時、父の義晴は南都の興福寺一乗院に入室させる契約を行った。兄に嗣子である義輝が既におり、跡目争いを避けるため、嗣子以外の息子を出家させる足利将軍家の慣習に従う形となった。また、興福寺が大和一国の国主（大和の守護でもあった）であることから、寺社との結びつきを強める目的があり、将軍の若君が入室することによって、将来的に興福寺をはじめとする大和の寺社勢力が将軍家を扶助する体制を構築しようとしたとされる。
天文11年（1542年）9月11日、千歳丸が6歳の時、寺社奉行の諏訪長俊が義晴の使者として興福寺に向かい、将軍の「若君」が11月に一乗院門跡・覚誉の弟子として入室するので、よく世話するようにと伝えた。興福寺は寺領に段銭をかけ、その費用を調達した。
11月20日、千歳丸は伯父・近衛稙家の猶子となって、興福寺の一乗院に入室し（『親俊日記』『南行雑録』）、法名を覚慶と名乗った。覚慶は近衛家の人間として、一乗院門跡を継ぐ修行を行った。
その後、覚慶は一乗院門跡となり、権少僧都にまで栄進し、何事もなく二十数年を興福寺で過ごした。このまま、覚慶はやがて興福寺別当となり、高僧としてその生涯を終えるはずであった。

### 南都からの脱出・近江での生活

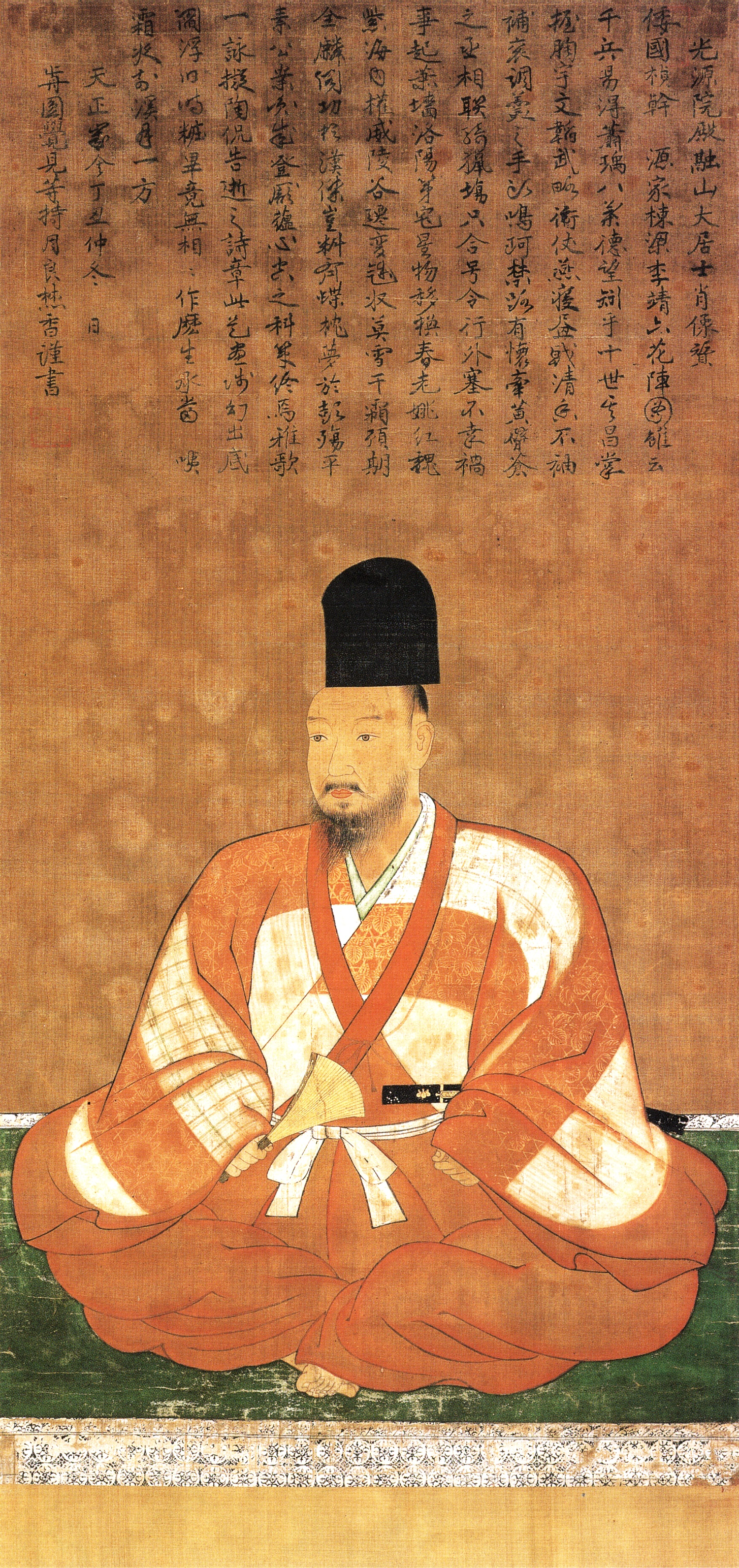
足利義輝

永禄8年（1565年）5月19日、第13代将軍であった兄・義輝が京都において、三好義継や三好三人衆、松永久通らによって殺害された（永禄の変）。このとき、母の慶寿院、弟で鹿苑院院主・照山周暠も殺害された。
義輝の死後、覚慶は松永久秀らによって、興福寺に幽閉・監視された。久秀らは覚慶が将軍の弟で、なおかつ将来は興福寺別当の職を約束されていたことから、覚慶を殺すことで興福寺を敵に回すことを恐れて、幽閉にとどめたとされる。実際に監視付といっても、外出禁止の程度で行動は自由であった。ただし、大覚寺門跡の義俊が上杉輝虎（謙信）に宛てた手紙では、厳重な監視としている（『上杉古文書』）。
やがて、覚慶を興福寺から脱出させるべく、越前の朝倉義景が三好・松永に対して、「直談」で交渉を行った。だが、この交渉は不調に終わり、謀略を使って脱出を行うことになった。
7月28日夜、覚慶は兄の遺臣らの手引きによって、密かに興福寺から脱出した。義俊の書状によると、立役者は義俊と朝倉義景とのことだが、実際には義輝の近臣であった細川藤孝と一色藤長が脱出において活躍したと考えられる。藤孝の画策により、米田求政が医術を以て一乗院に出入することで覚慶に近づき、番兵に酒を勧めて沈酔させ、脱出に成功させたと伝わる。
覚慶とその一行は、奈良から木津川をさかのぼり、伊賀の上柘植村を経て、翌日には近江甲賀郡の和田に到着した。そして、和田の豪族である和田惟政の居城・和田城（伊賀 - 近江の国境近くにあった和田惟政の居城）に入り、ここにひとまず身を置いた。この地には藤孝が案内したという。
覚慶はこの地において、足利将軍家の当主になることを宣言し、各地の大名らに御内書を送った。この呼びかけに、覚慶の妹婿で若狭の武田義統、近江の京極高成、伊賀の仁木義広らが応じたほか、幕臣の一色藤長、三淵藤英、大舘晴忠、上野秀政、上野信忠、曽我助乗らが参集している。
また、覚慶は諸国の大名に御内書を発することで、その糾合に努めた。その初期には、関東管領・上杉輝虎（謙信）らに室町幕府の再興を依頼しているほか、安芸の毛利元就、肥後の相良義陽、能登の畠山義綱らにも書状を出して出兵を要請した。これらには和田惟政の副状が発給され、輝虎のみならず、越前の朝倉義景、河内の畠山尚誠、三河の徳川家康らより、覚慶に協力する旨の書状が惟政に送られた。
11月21日、近江の六角義賢の好意を得て、甲賀郡和田から京都に程近い野洲郡矢島村（守山市矢島町）に移り住み、在所とした（矢島御所）。当時、京都においては、三好義継ら三好氏が義秋の従兄弟・足利義栄を将軍に就任させようとしていたが、松永久秀と三好三人衆の間では確執による内部分裂が発生しており、これを上洛の好機と捉えたとみられている。
この時、和田惟政は尾張の織田信長に上洛への協力要請を取り付けるため、尾張に滞在しており、惟政には無断の移座であった。後日、惟政が激怒していることを知った覚慶は惟政に謝罪の書状を送っている。
永禄9年（1566年）2月17日、覚慶は矢島御所において還俗し、義秋と名乗った。義秋の名は、僧侶の勘進によるものだったらしい。
4月21日、義秋は吉田神社の神主・吉田兼右の斡旋により、朝廷から従五位下・左馬頭の叙位・任官を受けた。この叙任は本来、武家伝奏を経て朝廷に申請するのが正式な手続きであったが、足利義栄が摂津の普門寺まで進出している政治事情を配慮して、吉田兼右の斡旋で「御隠密」に行われた。その後、同年12月に義栄も同様に叙任を受けたが、左馬頭は次期将軍が就く官職であり、朝廷が義秋を義栄より先に任じたことは、義秋を正統な後継者として認識していた可能性が高い。
矢島御所において、義秋は近江の六角義賢、河内の畠山高政、越後の上杉輝虎、能登の畠山義綱らとも親密に連絡をとり、しきりに上洛の機会を窺った。特に高政は義秋を積極的に支持していたとみえ、実弟の畠山秋高をこの頃に義秋へ従えさせた。六角義賢は当初は上洛に積極的で、和田惟政に命じて、浅井長政と織田信長の妹・お市の方の婚姻の実現を働きかけている。
義秋はまた、輝虎と甲斐の武田信玄・相模の北条氏政の3名に対して講和を命じたほか、美濃の斎藤龍興と交戦していた尾張の織田信長と通交して、出兵を促した。義秋の構想は、相互に敵対していた斎藤氏と織田氏、六角氏と浅井氏、更には武田氏・上杉氏・後北条氏らを和解させ、彼らの協力で上洛を目指すものであったと考えられている。
信長との交渉は、和田惟政が折衝を行っていることが確認でき、上洛の交渉には細川藤孝も加わっている。藤孝は現地に赴き、尾張と美濃の和議を図り、その奔走によって、信長と龍興はこれに応じた。和議の成立によって、信長は8月22日に出兵することを約束した。信長は美濃から六角氏の勢力圏である北伊勢・南近江を経由して、上洛することになった。
8月3日、義秋の行動に対して、三好三人衆の三好長逸に矢島御所で内通する者がおり、その軍勢3,000余騎が矢島を攻撃すべく、坂本まで進出した。だが、この時は坂本で迎撃し、奉公衆の奮戦により、からくも撃退することが出来た。信長の上洛計画が現実味を帯びたことで、三好氏が先制攻撃を仕掛けたと考えられる。
8月29日、信長は上洛の兵を起こし、美濃の国境に軍を進めた。だが、藤孝の仲介で和議を結んでいたにもかかわらず、閏8月8日に斎藤龍興が織田方を襲撃し、信長派美濃を通過できなくなってしまった（河野島の戦い）。このとき、敗れた信長の軍勢は「前代未聞」の敗戦ぶりであったといい、斎藤氏から嘲笑を受ける程であったという。
同日、近江の六角義賢・義治父子が叛意を見せた。斎藤龍興と六角義賢の離反がほぼ同時に起きているのは、三好方による巻き返しの調略があったとみられている。信長は美濃を通過できず、さらにはその先の近江も不穏となったため、撤退せざるを得なくなった。

### 若狭・越前での亡命生活

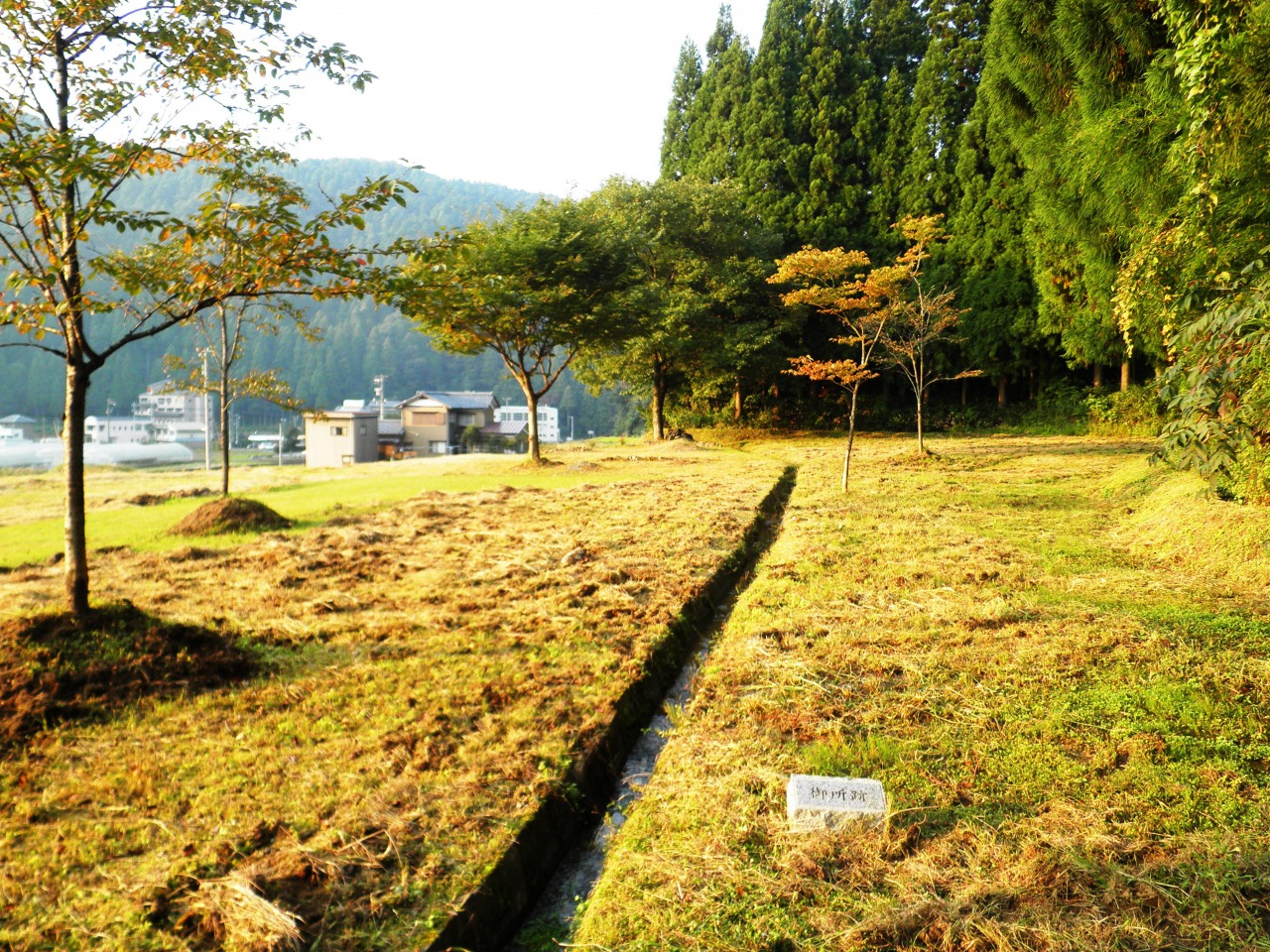
越前国一乗谷の足利義昭御所跡

8月29日、六角氏が叛意を見せたことや、三好側が矢島を襲撃するという風聞も流れていたこともあって、義秋は妹婿の武田義統を頼り、若狭国へ移った。このとき、義秋は4、5人の供のみを従えるだけであったという。
しかし、京都北白川に出城を構え、応仁の乱では東軍の副将を務めて隆盛を極めた若狭武田氏も、義統と息子の武田元明との家督抗争や重臣の謀反などから国内が安定しておらず、上洛できる状況でなかった。そのため、義統は出兵の代わりとして、弟の武田信景を義秋に仕えさせた。
9月8日、義秋は若狭から越前国敦賀へと移動した。その後、朝倉景鏡が使者として赴き、義秋は朝倉義景のいる一乗谷に迎えられた。義景は細川藤孝らによる南都脱出の立役者であったとする見方がある一方で、すでに足利将軍家連枝の鞍谷御所・足利嗣知（足利義嗣の子孫）も抱えており、義秋を奉じての積極的な上洛をする意思を表さなかったため、滞在は長期間となった。
義秋は一乗谷において、朝倉氏と加賀一向一揆との講和を行ったり、上杉輝虎に上洛を要請したりしたものの、これらは実現に至らなかった。この頃、義秋のもとには上野清信（清延）・大舘晴忠などのかつての幕府重臣や、諏訪晴長・飯尾昭連・松田頼隆などの奉行衆が帰参した。
永禄10年（1567年）11月21日、義秋は一乗谷の安養寺に移った。義秋は朝倉氏と加賀一向一揆との講和を再度図り、義景が応じたことで和議が成立した。その後、双方の間で人質交換が行われ、国境の城と砦が破却された。
義秋はまた、輝虎と甲斐の武田信玄・相模の北条氏政の講和を図っている。なお、義秋は朝倉氏よりも上杉輝虎を頼りにしていたという。だが、輝虎は武田信玄との対立と、その信玄の調略を受けた揚北衆の本庄繁長の反乱、越中の騒乱などから上洛・出兵などは不可能であった。他の大名からも積極的な支援の動きは見られなかった。この時期、義秋の御内書には、義景の副状が添えられている。
永禄11年（1568年）2月8日、義秋の対抗馬である足利義栄が摂津の普門寺に滞在したまま、将軍宣下を受けた。血筋や幕府の実務を行う奉行衆の掌握といった点で次期将軍候補としては対抗馬である義栄よりも有利な環境にありながら、いつまでも上洛できない義秋に対して、京都の実質的支配者であった三好三人衆が擁する義栄が、義輝によって取り潰された元政所執事の伊勢氏の再興を約束するなど、朝廷や京都に残る幕臣への説得工作を続けた結果でもあった。
3月8日、義秋が朝廷へ上奏したことにより、義景の母が従二位に叙された。その酒宴は終日終夜に及んで行われた。
4月15日、義秋は「秋」の字は不吉であるとし、京都から前関白の二条晴良を越前に招いて、一乗谷の朝倉氏の館において元服式を行い、名を義昭と改名した。なお、山科言継も招かれる予定だったが、費用の問題から晴良だけになった。加冠役は朝倉義景が務めているが、兄の義輝が六角定頼を管領代として加冠役にした前例に倣って、義景を管領代に任じたうえで行われた。
6月21日、義昭は紀伊の粉河寺に対し、畠山氏と協力して馳走するように求めた。

### 上洛と畿内平定

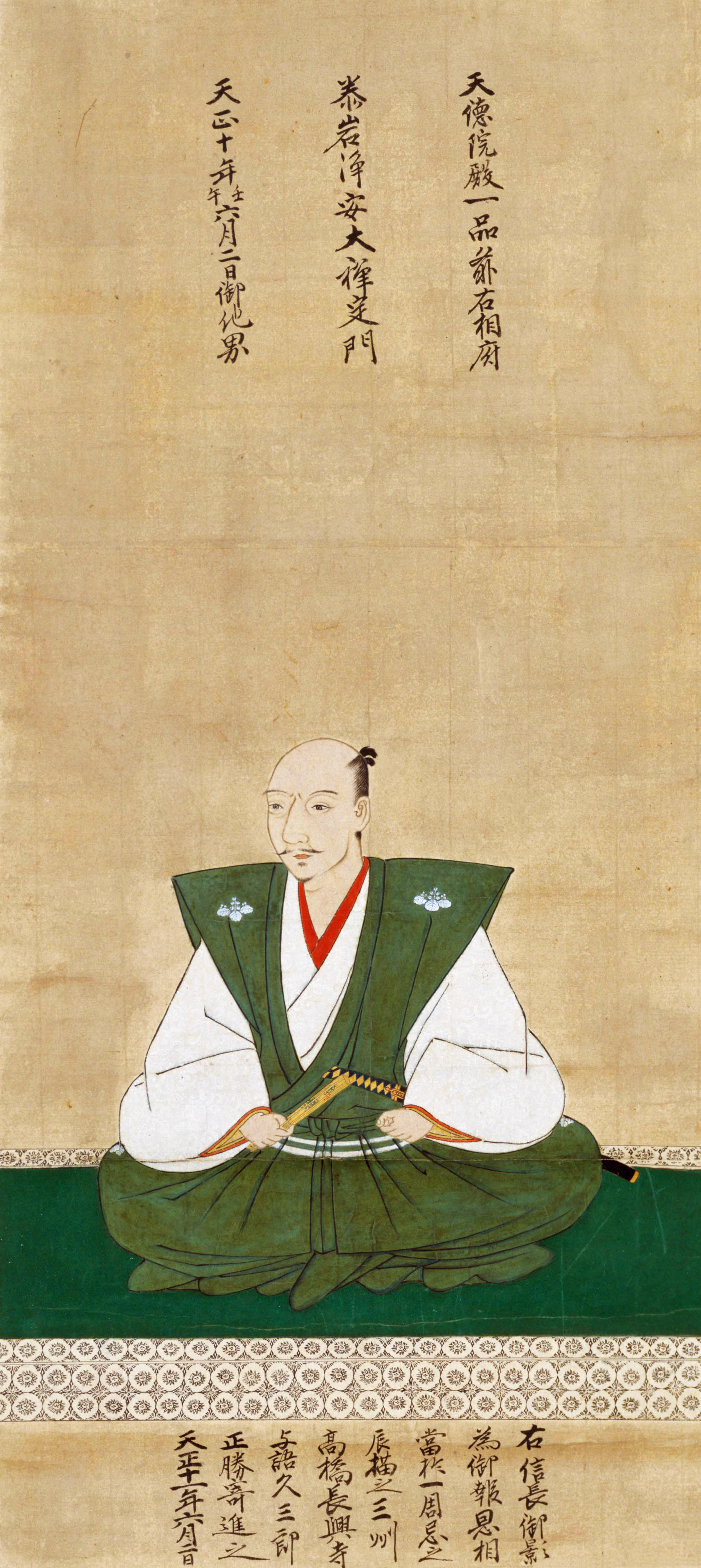
織田信長

義昭が越前に滞在中、織田信長は義昭からの上洛要請を忘れず、それを果たすため、永禄10年には松永久秀と結び、近江の山岡氏や大和の柳生氏にも働きかけていた。また、信長は美濃での戦いを有利に進め、永禄10年8月には斎藤氏の居城・稲葉山城を落とし、翌11年には北伊勢も攻略するなど、着々と準備を進めていた。
そして、義昭は朝倉氏の家臣であった明智光秀の仲介により、信長との交渉を再開した。またこの時、義昭が光秀に対し、信長に仕えるよう密命を下した、と桑田忠親は指摘する。信長もまた、家臣の村井貞勝、不破光治、島田秀満らを越前に派遣し、和田惟政もこれに加わっている。
永禄11年7月13日、義昭は一乗谷を出発し、16日には信長の同盟者・浅井長政の饗応を小谷城で受け、25日には信長と美濃の立政寺で対面した。義昭は美濃に入ると、同月28日に多喜越中守に道中の警護を、服部同名中に道中の斡旋をそれぞれ命じ、上洛の準備に入った。
9月7日、信長が尾張・美濃・伊勢の軍勢を率い、美濃の岐阜から京都へと出発した。義昭と歩調を合わせて、上洛の準備を整えてからの出兵であった。
9月8日、信長は近江高宮に着陣したが、六角義治が山に逆木をして道を塞いで妨害したため、2、3日を費やした。その後、信長は浅井氏の城・佐和山城に入り、六角氏に「天下所司代」を約束して投降を呼びかけたが、六角氏は三好氏と同盟していたため応じなかった。
9月12日申の刻（午後4時頃）、信長は浅井氏とともに六角氏の箕作城を攻めた（箕作城の戦い）。ここで城兵の頑強な抵抗にあったが、信長は兵を入れ替えて攻撃を繰り返し、13日丑の刻（午前2時頃）に六角勢が撤退、城を攻め落とした。この戦いは上洛戦で最大の戦いとなった。やがて、箕作城の落城が京都に伝わると、京中の人々は戦場になることを恐れ、騒然となった。
9月13日、信長は六角氏の居城・観音寺城を攻めたが、六角義賢・義治父子や城兵は夜陰に乗じて甲賀に逃げており、残兵も降参したことから、難なく城を攻略した（観音寺城の戦い）。六角氏の家臣だった国衆も投降し、江南ニ十四郡は織田勢に制圧された。信長は兵を休めるとともに、義昭に近江を平定したことを報告し、義昭もまた、織田軍に警護されて上洛を開始した。
9月22日、義昭はかつて父・義晴が幕府を構えていた近江の桑実寺に入った。同日、信長の先陣が勢多から渡海し、23日に山科七郷に着陣した。
9月23日、信長が守山から園城寺極楽院に入り、大津の馬場・松本に着陣した。義昭も信長の後から渡海し、園城寺光浄院に入った。
9月26日、信長は山科郷粟田口や西院の方々を経て、東寺に進軍したのち、東福寺に陣を移した。また、細川藤孝に御所を守らせた。一方、義昭も東山の清水寺に入り、遂に上洛を果たした
。
9月27日、三好方の五畿内と淡路・阿波・讃岐の軍勢が山崎に布陣しているという情報が流れ、信長の先陣を派遣したところ、すでに軍勢は撤退していた。信長は河内方面に軍を進め、山崎・天神馬場に着陣した。義昭は清水寺から東寺に移り、西岡日向の寂勝院に入った。
9月28日、信長は三好長逸と細川昭元が籠る畿内支配の拠点・芥川山城に軍を進め、翌29日にはその麓に放火し、河内の各所も放火した。長逸と昭元は27日夜に逃亡しており、行方知らずになっていた。義昭は天神馬場まで進んでいる。
9月30日、義昭が芥川山城に入城し、将軍家の旗を掲げ、ここから摂津・大和・河内の敵対勢力への征討が行われた。織田軍は大和郡山の道場と富田寺を制圧したのち、摂津池田城の池田勝正を攻めた。勝正は抵抗しきれず、子息ら5人の人質を出して恭順し、所領を保証された。同日、病気を患っていた14代将軍・義栄が死去し、側近の篠原長房らは阿波に引き返した。
10月2日、三好長逸と池田日向守が降参し、義昭に出仕した。また、河内では三好方の飯盛山城と高屋城が降伏し、摂津でも高槻城や入江城、茨木城が攻略されるなど、摂津と河内の制圧が進んだ。
10月4日、松永久秀、三好義継、池田勝正らが芥川山城に「御礼」のために出仕し、久秀には大和一国の支配が認められた。また、同日に興福寺が義昭に使者を派遣して礼を述べたのをはじめ、武家のみならず、多数の寺社が安堵を求めて芥川山城に集った。これにより、近江・山城・摂津・河内・和泉の五畿内は義昭と信長に制圧され、さらには丹波と播磨の国衆も赴いたことで、五畿内近国も「将軍の御手に属す」領域となった。
10月6日、朝廷は戦勝奉賀の勅使・万里小路輔房を芥川山城に派遣し、義昭に太刀、信長には十肴十荷がそれぞれ下賜された。義昭が芥川山城で各氏の「御礼」を受け、勅使を迎えたことは、三好政権からの政権交代を印象付けた。
10月8日、松永久秀は義昭から細川藤孝と和田惟正、信長から佐久間信盛を大将とする軍勢2万の援軍を受け、総勢3万の軍勢で大和攻略にあたった。久秀はこの援軍を以て、筒井城の筒井順慶や窪城の井戸良弘、十市氏、豊田氏、楢原氏、森屋氏、布施氏、万歳氏などの大和の国人衆を攻めた。これらの国人衆は10月5日に芥川山城に赴いたが、信長は久秀との連携もあって、十市氏以外を赦さなかった。久秀は三好長慶から大和北部の支配を認められていたが、大和一国にその支配を拡大し、義昭からも認められる形となった。この久秀の大和平定は信長の畿内平定戦の一環として行われ、その終結とともに畿内平定戦も集結した。
10月14日、義昭は織田方による畿内平定を受けて、信長の供奉を受けて再度上洛し、六条の本圀寺に入った。本圀寺では、公家の菊亭晴季や山科言継、庭田重保、葉室頼房、聖護院門跡の道澄など僧俗数十人が訪れた。なお、当時の人々の間では、新興勢力である信長は義昭に従う供奉者として認識されており、信長側でも信長は御供衆の1人であるという認識があった（池田本『信長記』）。

### 将軍就任と幕府再興

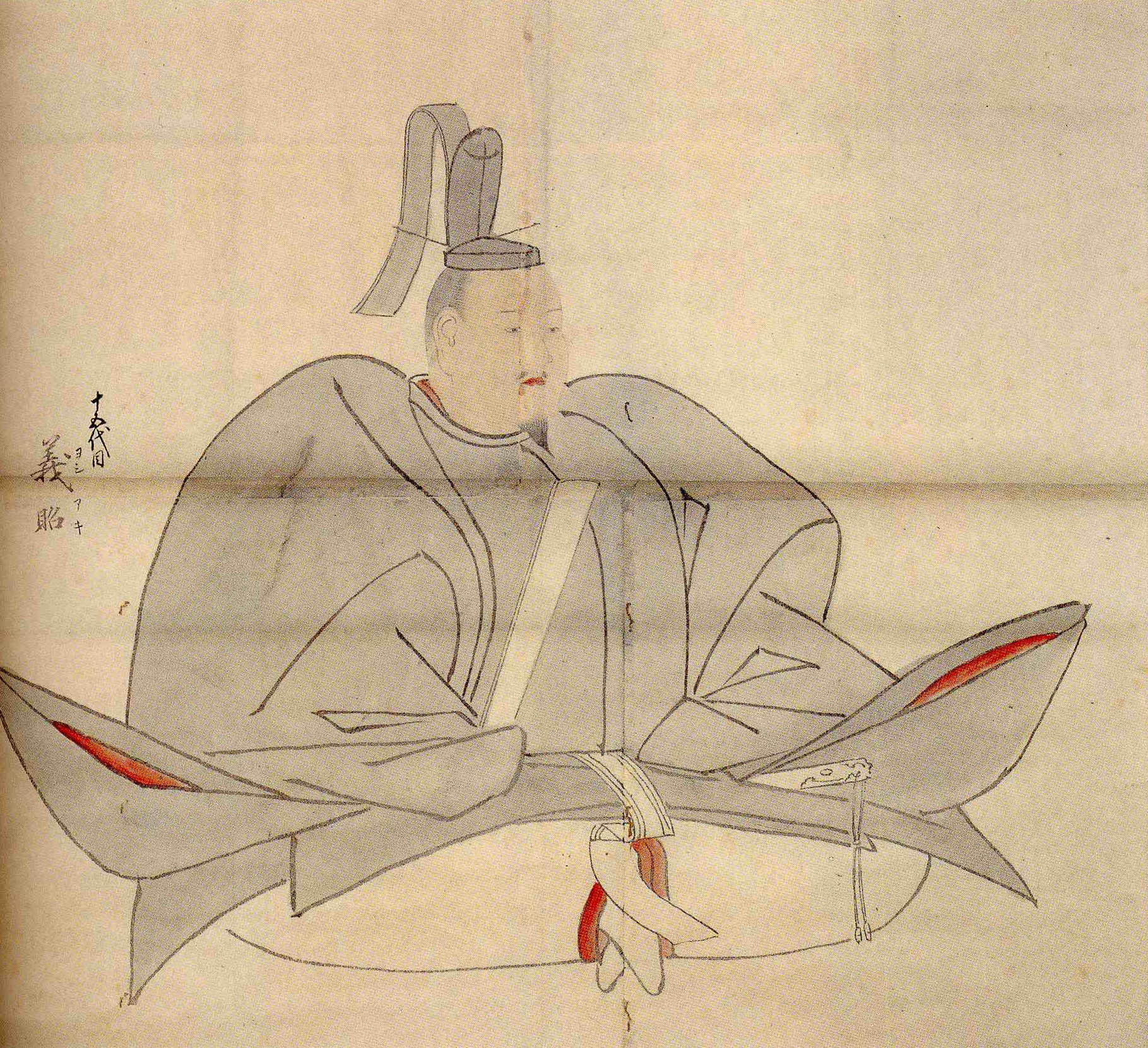
足利義昭像（東京大学史料編纂所蔵）。江戸時代に等持院像を粗描したもの

10月16日、義昭は本圀寺を出て、上京の細川屋形（細川氏綱の旧邸）に入った。この屋敷は細川氏の当主の邸宅であり、細川氏そのものは凋落していたが、その屋敷は健在であった。移座の理由としては、将軍宣下を受ける際、寺では慶事に相応しくないとされたとする見方がある。
義昭が細川屋形に入ると、信長も清水寺から訪れ、義昭に太刀と馬を進上した。義昭はこれに対し、信長に自ら盃を与え、御剣を授けている。このとき、能登の畠山義胤が使僧を遣わして、義昭に畿内平定の祝詞を述べたほか、多くの人々が義昭のもとに「御礼」に訪れている。
10月18日、義昭は朝廷から将軍宣下を受けて、室町幕府の第15代将軍に就任した。同時に、従四位下、参議・左近衛中将にも昇叙・任官された。
10月24日、義昭は信長を最大の功労者として認め、「天下武勇第一」と称えるとともに、足利家の家紋である桐紋と二引両の使用を許可した。また、幕閣と協議した末、信長に「室町殿御父（むろまちどのおんちち）」の称号を与えて報いた。義昭が信長に対して宛てた10月24日の自筆の感状では、「御父織田弾正忠（信長）殿」と宛て名したことは、ことに有名である。
さらに、義昭は信長の武功に対し、副将軍か管領（または管領代）への任命、斯波氏の家督継承、その当主の官位である左兵衛督の地位、五畿内の知行など、褒賞として高い栄典を授けようとしたが、信長はそのほとんどを謝絶した。結局、信長は弾正忠への正式な叙任、桐紋と二引両の使用許可のみを受け取った。また、信長は堺・草津・大津を自身の直轄地とすることを求めていることから、虚名より実利を選択したと考えられる。
将軍に就任した義昭は上洛戦での論功行賞を行い、所領の宛行・守護の補任を行った。摂津では、池田城主の池田勝正、伊丹城主の伊丹親興に本領を安堵し、さらには和田惟政に芥川山城を与え、彼ら3人を守護に補任し、摂津三守護とした。河内では、高屋城主の畠山秋高と若江城主の三好義継を、それぞれ半国守護とした。大和では、多聞山城主の松永久秀に一国の支配が委ねられた。山城国には守護を置かず、三淵藤英を伏見に配置するなどして治めた。これらの守護補任は三好氏による京都侵攻を阻止するため、軍事的に非常に大きな意味を持った。
義昭は二条昭実（二条晴良の嫡子）らに自身の偏諱を与えたほか、領地を安堵し、政権の安定を計った。幕府の治世の実務には、兄の義輝と同じく摂津晴門を政所執事に起用し、義昭と行動を供にしていた奉行衆も職務に復帰して幕府の機能を再興した。また、義昭は伊勢氏当主も義栄に出仕した伊勢貞為を廃し、弟の貞興に代えさせて仕えさせた。また、当時の記録（『言継卿記』・『細川両家記』など）には、義昭期の奉公衆として三淵藤英・細川藤孝・和田惟政・上野秀政・曽我助乗・伊丹親興・池田勝正の名前が確認できる。さらに、兄の義輝が持っていた山城の御料所も掌握した。
このように幕府の再興を見て、島津義久は喜入季久を上洛させて黄金100両を献上して祝意を表したほか、相良義陽や毛利元就らも料所の進上を行っている。
11月、義昭は関白・近衛前久を、兄・義輝の殺害及び足利義栄の将軍襲職に便宜を働いた容疑で追放し、12月に二条晴良を関白に復職させた。他方、近衛家は義昭の生母であった慶寿院以来、将軍の御台所を輩出してきたが、前久追放による関係の冷却化によって正室を迎えることが出来なくなった。

### 本國寺の変と二条御所の建設

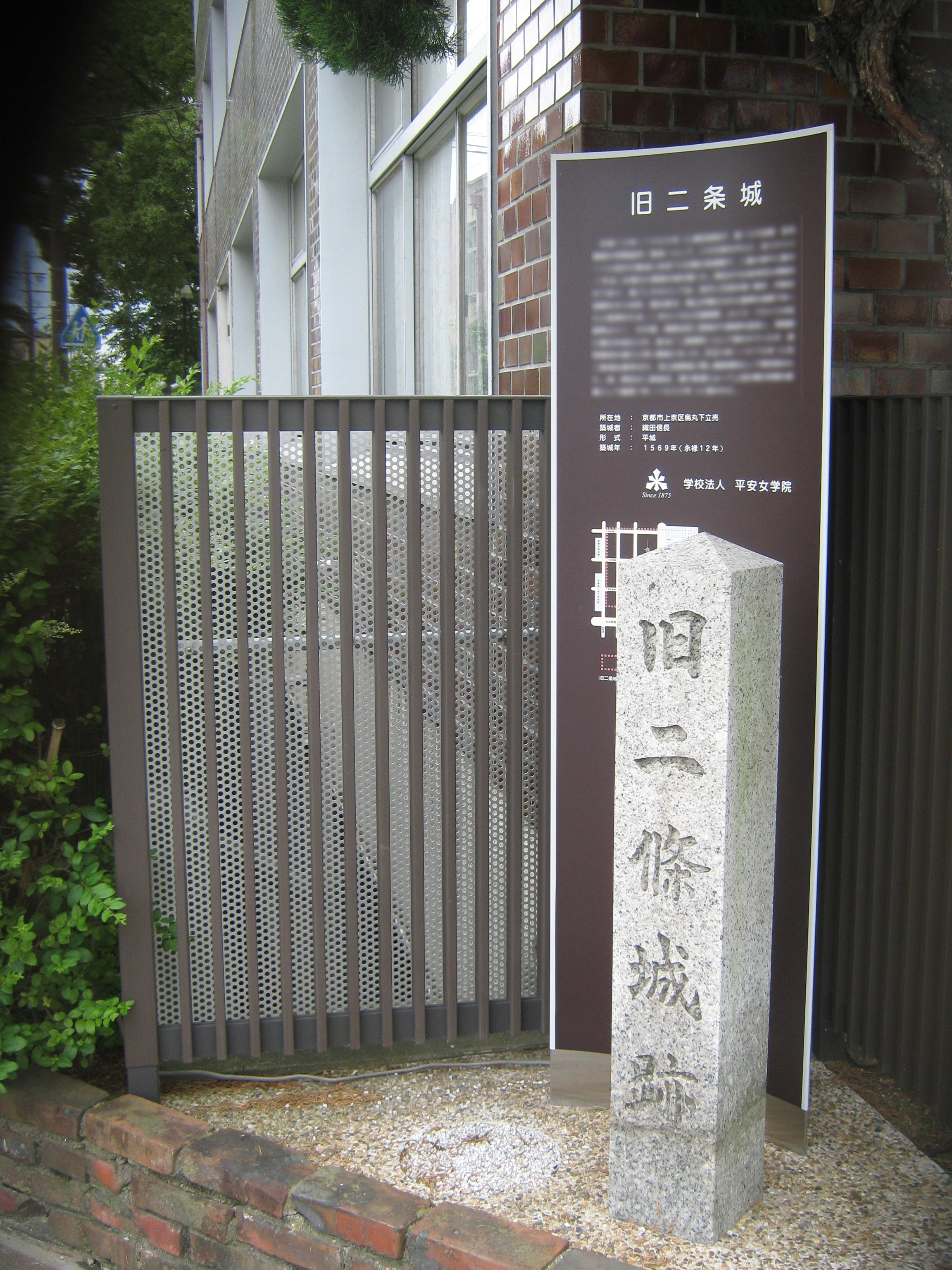
足利義昭の御所であった旧二条城跡

永禄11年10月26日、信長は京都に一部の宿将とわずかな手勢を残して、美濃に帰還した。信長としてはこれほど早い畿内平定は予想外であり、兵糧などが欠乏していたと考えられる。
だが、信長の兵が領国に帰還すると、義昭は三好三人衆の巻き返しに晒されることになった。三人衆は京都周辺から追われたものの、兵力は維持しており、反撃の準備を進めていた。そのため、信長の帰国は絶好の機会であり、四国から兵を呼び寄せ、畿内各地で蠢動した。
10月29日、義昭は細川屋形から本能寺に移り、次いで本圀寺に入った。
11月、義昭は三好三人衆の動きを警戒し、京都の東郊外にある将軍山城を整備し、京都の防衛を固めている。かつてここには、義昭の兄・義輝も籠城したことがあった。
12月24日、松永久秀が大和を離れ、岐阜にいる信長の下へと向かった。おそらく、信長に新年の賀辞を述べようとしたのであろうが、これにより京都の防備が手薄となった。
永禄12年（1569年）1月5日、三好三人衆はこれを見逃さず、京都へと進軍し、将軍山城を焼き払った。そして、5日に京中に攻め入り、義昭のいた本圀寺を包囲・襲撃した（本圀寺の変）。
このとき、義昭も兄・義輝と同様の運命になるかとも思われた。だが、奉公衆および、摂津の池田勝正・和田惟政・伊丹親興、河内の三好義継らが駆けつけて奮戦したことにより、6日にこれを撃退した。
信長はこの知らせを聞くと、すぐさま美濃を出国し、1月10日に京都へと入った。また、久秀も同日に上洛し、信長の領国である尾張・美濃・伊勢のみならず、山城・近江・摂津・河内・和泉・若狭などから、総勢8万人が援軍として上洛した。
1月7日、義昭は豊後の大友宗麟（義鎮）に毛利元就との講和を勧め、13日には毛利氏に聖護院道澄を、大友氏に久我晴通を派遣し、互いに講和して三好氏の本拠である阿波に出兵させようとした。
1月14日、義昭は信長より、殿中御掟という9箇条の掟書を承認させられた。だが、義昭が殿中御掟を全面的に遵守した形跡はなく、以後両者の関係は微妙なものとなっていった。
同月、信長は先の襲撃を受けて、義輝が居城とした二条御所の再興・増築を決め、同月27日（または2月2日）より築造が開始された。信長としては義昭に御所を提供することで、将軍を守護すると同時に、自身を「将軍の忠臣」として天下に示すことができた。
3月1日、朝廷は信長を副将軍に任じようとし、正親町天皇の勅旨が下された。だが、信長はこれに返答しなかった。
3月27日、義昭は自身の妹（義晴の娘）を三好義継に嫁がせた。
4月14日、義昭の将軍邸・二条御所が完成し、義昭は本國寺からここに移動した。この御所は二重の水堀で囲い、高い石垣を新たに構築するなど防御機能を格段に充実させたため洛中の平城と呼んで差し支えのない大規模な城郭風のものとなったことから、二条城とも呼ばれる。
4月21日、信長は二条御所の完成を受けて、義昭に帰国の暇乞いをした。義昭は涙して感謝し、門外まで送り出したばかりか、粟田口にその姿が消えるまで見送ったという。
6月22日、義昭は従三位・権大納言に叙任した。

### 信長との共闘

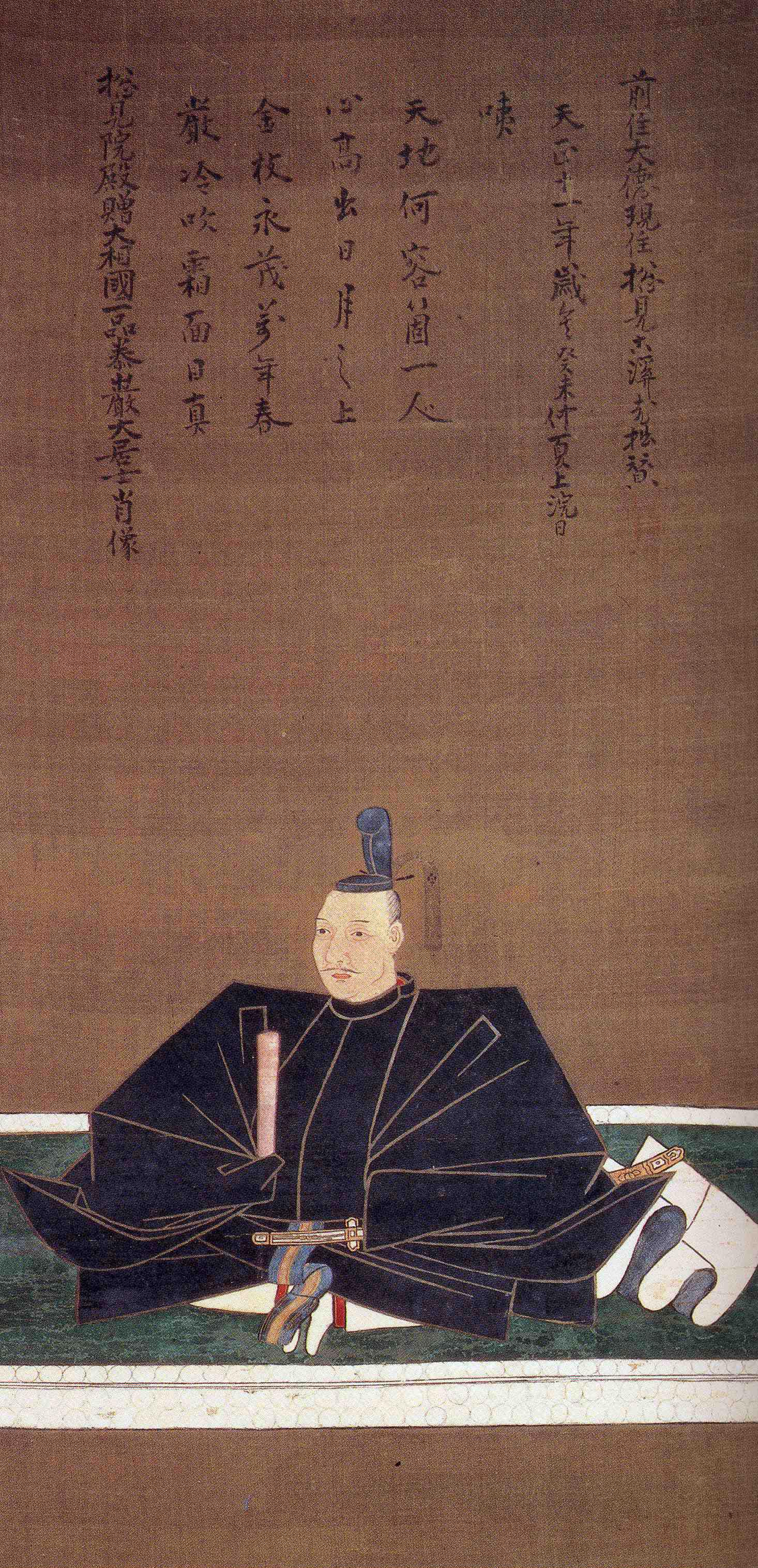
織田信長

8月、信長は自ら伊勢国の北畠氏を攻め、本拠地である大河内城を包囲・攻撃した（大河内城の戦い）。だが、北畠氏の抵抗で城を落としきれず、信長の要請を受けた義昭が仲介に立つ形で、10月に講和が成立した。
10月11日、信長が凱旋のために上洛したが、その後すぐ、17日に京都から美濃に帰ってしまった。『多聞院日記』によると、信長の帰還は「上意と競り合いて下りおわんぬ」と記されていることから、北畠氏の征討や講和条件を巡って、義昭と対立したと考えられている。これは朝廷でも騒動になり、正親町天皇が事態を憂慮して、女房奉書を出している。
10月26日、義昭は伊丹氏や池田氏、和田氏からなる摂津三守護の軍勢を播磨に派遣し、浦上氏や山名氏を攻撃させた。これにより、浦上内蔵介を討ち、山名氏を没落させた。
永禄13年（元亀元年、1570年）1月23日、信長が殿中御掟に5箇条を追加し、義昭はこれを承認した。これら5箇条は前年よりもさらに厳しいものであったため、義昭は信長に強い不満を抱いた。
同日、信長はニ十一ヶ国におよぶ大名・国司・国衆・諸侍衆に対して「触状」を発し、上洛し、義昭に「御礼」を申し上げることを求めた。
ここでは、畿内近国の大名らのみならず、東は武田信玄や徳川家康、東は越中の神保氏、西は備前の浦上氏や出雲の尼子氏にまで通達されている。戦国時代以前の室町幕府の将軍は、「二十一屋形」と称される在国大名によって支えられており、信長がニ十一ヶ国の大名らに上洛を求めたのは、この旧来の「ニ十一屋形」の再興を目的としていたからとされる。
3月13日、「触状」による上洛要請により、信長や畠山高政、畠山秋高、三好義継ら守護や大名、大舘晴忠や大舘昭長以下の幕府御供衆・御部屋衆・申次・公家衆が、義昭に祇侯した。また、公家身分で姉小路頼綱が同席していたほか、但馬の山名氏や備前の浦上氏などから進物が山のように届いていたことから、相当数の大名が要請に応じていたと考えられる。これは、義昭が理想とした幕府体制の実現であり、信長が上洛した武士らを披露する務めを果たしたと考えられる。
4月10日、甲斐の武田信玄が義昭の側近・一色藤長に対し、嫡子の武田勝頼へ官途と義昭からの一字拝領を求めた。だが、信長の妨害にあったのか、これは実現されなかった。
4月14日、二条御所の竣工を記念し、祝言として舞の興業が行われ、観世・金春の能が演じられた。義昭と信長のほか、姉小路頼綱や北畠具教、徳川家康、畠山秋高、一色義通、三好義継、松永久秀ら上洛していた諸氏と、公家衆が同席した。
4月20日、信長は若狭の武藤友益、及び越前の朝倉義景の討伐のため、守護や奉公衆、昵近公家衆からなる幕府軍3万を率いて京都を出発し、若狭へと向かった。ただし、朝倉氏は討伐対象ではなく、若狭武田氏に抵抗する武藤氏のみが討伐対象だったとする見解もある。また、信長は本國寺の変の失敗を教訓として、二条御所の完成後に出陣している。
信長が京都を出陣したのち、近江を経て若狭に入ると、高浜の辺見氏や西津の内藤氏といった若狭の国衆が馳せ参じ、家老も国境まで迎えに来た。若狭では、国衆が若狭武田氏と朝倉氏でそれぞれ分かれており、義昭の甥でもある武田元昭が朝倉義景に拉致される事件が発生するなど、支配が安定していなかった。武田家中は義輝の代から内紛の調停を願い出ており、今回の信長の軍事行動は武田氏の家老や国衆と歩調を合わせたものであった。
4月25日、信長は朝倉氏討伐のため、若狭から越前に赴き、敦賀郡に入った。武藤氏が信長を挟撃するため、朝倉義景に後詰を依頼したことが主たる要因であった。そのため、越前への侵攻は武藤氏が朝倉氏と連携を取り、信長方が挟撃されることになったことによる結果論に過ぎないという指摘もある。
同日、信長は手筒山城を攻撃したのち、朝倉景恒の籠城する金ヶ崎城を攻撃した（金ヶ崎の戦い）。だが、近江の浅井長政が離反し、さらには六角義賢が蜂起したことで、挟撃を受ける可能性が発生し、信長は撤退を余儀なくされた。
4月29日、信長は越前から撤退し、近江朽木を越えて、4月30日に京都へと入った。このとき、幕府軍の池田勝正が殿を務め、若狭では沼田弥太郎、近江では朽木元綱といった幕府奉公衆が引導している。このように、若狭・越前攻めでは、義昭と信長は一体となっていた。
信長が京都を離れている間、義昭の申し入れによって、4月23日に朝廷が年号を永禄から元亀に改元した。朝廷が義昭の畿内平定を認めたことによるものだと考えられている。また、永禄の年号が三好色の強い年号であり、兄の義輝がその改元に参加できなかったことも、義昭が改元を考えた大きな要因となった。
5月、信長は六角義賢を野洲川で破った。
6月14日、摂津において、信長方の池田勝正が失脚し、一族や家臣団が三好三人衆に味方した。そして、三好三人衆が堺に渡海し、北上した。
6月28日、信長は徳川家康とともに近江浅井郡を流れる姉川において、浅井・朝倉連合軍と戦って勝利した（姉川の戦い）。この戦いにおいて、同月18日に義昭は自らの出馬を表明したほか（戦いに出馬はしなかった）、畿内の幕臣や江南の勢力に軍事動員をかけているなど、この戦いは金ヶ崎での敗戦によって失墜した将軍権威の回復の意味合いもあった。この戦いでも義昭と信長は一体となっていた。
7月21日、三好三人衆と細川昭元が摂津で挙兵し、野田・福島に移った。三好三人衆方には、昭元のみならず、三好康長や三好盛政、斎藤龍興、雑賀孫市（鈴木重秀）、さらには前関白・近衛前久も加わっていた。そのため、義昭は河内の畠山秋高に軍事動員をかけたほか、秋高を介して、紀伊や和泉、さらには信長にも出陣を要請している。
幕府軍は義昭自らが出馬し、信長を筆頭に、秋高、三好義継、松永久秀、遊佐信教ら3万人の軍で出陣した。義昭はまた、摂津三守護や茨木氏、塩川氏、有馬氏ら和泉国衆の軍勢を糾合し、中島・天満森に陣取り、9月2日に細川藤孝の居城・中島城へ入った。このとき、義昭は自ら糾合した幕府軍3万人、信長の軍3万人の、総勢6万人の軍勢を率いていた。これにより、野田城・福島城に籠城する三好三人衆を挟撃する態勢が整った（野田・福島の戦い）。
9月12日、義昭と信長が三好三人衆らと対峙しているさなか、石山本願寺が離反・蜂起し、法主・顕如が諸国の門徒に檄を飛ばした。三人衆が籠城していた野田城・福島城は本願寺に近く、連絡を取り合っていたと考えられる。本願寺が信長に敵対したことから、義昭は顕如と義絶したが、顕如もこれに対して、加賀四郡の御料所と幕臣の知行を押領した。
9月18日、義昭は本願寺との勅命講和を図り、朝廷から公家の烏丸光康と正親町実彦、聖護院門跡の道澄が勅使として派遣されたが、勅使は戦火のために下向できなかった。
同月、本願寺に呼応して、浅井氏・朝倉氏が挙兵した。浅井・朝倉の連合軍は六角義賢や本願寺の近江門徒衆も取り込み、近江坂本まで出兵し、森可成と信長の弟・信治を討った（宇佐山城の戦い）さらには、京表の青山・将軍山に軍を進め、京都の伏見や鳥羽、山科に放火した。これにより、義昭と信長は三好・本願寺勢と浅井・朝倉勢に完全に包囲、挟撃される形となった。浅井・朝倉勢の蜂起は、幕府軍が摂津に出陣し、京都の守りが手薄になっていたからといえる。
9月23日、義昭と信長は浅井・朝倉勢の蜂起を受けて、摂津に幕府軍を残したまま、ともに京都へと戻った。ともに帰還したのは夜間で、義昭が午後9時過ぎ、信長が午後11時過ぎであった。義昭が摂津に出陣している間、二条御所では三淵藤英や大舘晴忠ら奉公衆、公家の吉田兼和（兼見）といったわずかな人々が留守を務めているだけだった。
翌日、信長は浅井・朝倉勢の討伐のため、近江坂本に出陣した。この時、信長の軍は1万であったが、浅井・朝倉軍は3万であった。浅井・朝倉軍は延暦寺の支援を受け、比叡山を拠点とし、東山に進出した。浅井・朝倉軍が京都東方の山々に布陣したことで、信長は山に阻まれて攻めることができなかった。
9月27日、阿波の三好長治や篠原長房、細川真之が尼崎に着陣した。阿波の軍勢は2万余で、三好三人衆の軍勢と合わせると3万であった。
10月1日、本願寺が三好三人衆の援軍として摂津中島に着陣し、義昭方の茨木城を調略で降伏させ、ともに京都に攻め入ることを協議した。だが、信長も三好方に調略をかけ、三好為三や細川昭元、香西元成を寝返らせるなど、切り崩そうとしている。信長と本願寺は、それぞれに激しい調略合戦を展開した。
10月4日、西岡や宇治で一揆が発生すると、幕府は徳政令を出したほか、22日に奉公衆と織田方の木下秀吉や菅谷長頼が協力して鎮圧にあたっている。
10月20日、浅井・朝倉勢が京都郊外において、修学寺や一乗寺、松ヶ崎にまで侵出し、所々に放火を行ったが、奉公衆が撃退した。三好三人衆もまた、京都へと侵攻し、22日には京都近郊にあった信長方の御牧城を落とした。とはいえ、細川藤孝や和田惟政に御牧城を奪還され、三好方は京都に進むことはできなかった。
11月、延暦寺の僧兵が朝倉軍に加勢した。朝倉方の兵はしばしば山を下り、信長の陣地を突破して京都近郊を攻めた。三好方もまた、京都を依然として窺っていた。だが、信長は10月末より、各勢力との講和交渉を開始した。
11月12日、信長は松永久秀の仲介により、に三好三人衆・三好長治と交渉を開始し、18日に講和を成立させた。そして、松永久秀と篠原長房との間で人質が交わされた。
11月21日、六角義賢が志賀の信長の陣に赴き、信長は六角氏と講和した。六角氏は往時の勢いを失っており、信長の提案に応じる形となった。
11月26日、浅井・朝倉・門徒衆からなる連合軍は巻き返しのため、近江堅田に攻め込んだ。信長方はこの攻撃によって敗れ、坂井政尚が討ち死にした。このため、信長は焦燥感を強め、敵方との和平に注力した。
11月28日、義昭は信長に依頼され、関白・二条晴良とともに近江坂本に下向した。反信長派の主力は朝倉氏であり、義昭はかつて朝倉氏の庇護を受けていたため、信長が仲介者として適任だと考えたからであった。
12月9日、正親町天皇が延暦寺に講和を命じた。比叡山は鎮護国家の天皇の祈祷所であったため、朝廷が関与した可能性があり、公家の二条晴良が交渉に関与したと考えられる。
12月13日、二条晴良が信長と朝倉氏との講和に関して、上野秀政を介し、義昭に仲裁を提案した。義昭はこの提案を受け入れ、晴良ともに園城寺に下向した。また、義昭は和議が背負しない場合には、高野山に隠遁する覚悟を以て臨んだ。
義昭は晴良を朝倉氏の陣に赴かせ、晴良を介する形で、義景に信長との講和を打診した。その結果、朝倉氏は講和に傾いたが、延暦寺がこれに反対したため、反信長派で議論が起きた。だが、朝倉氏は講和に傾いたため、浅井氏と延暦寺、本願寺もこれに追従し、信長派と朝倉氏以下反信長派との間で講和が成立した。また、延暦寺に対しては朝廷から綸旨が出され、勅命講和の形がとられた。
12月14日、それぞれが近江から撤兵して、志賀の陣が終結し、17日に信長は美濃へと戻った。信長は最大の危機を脱したが、それを持ちこたえることができたのは、義昭が味方していたことが大きかった。

### 畿内の混乱

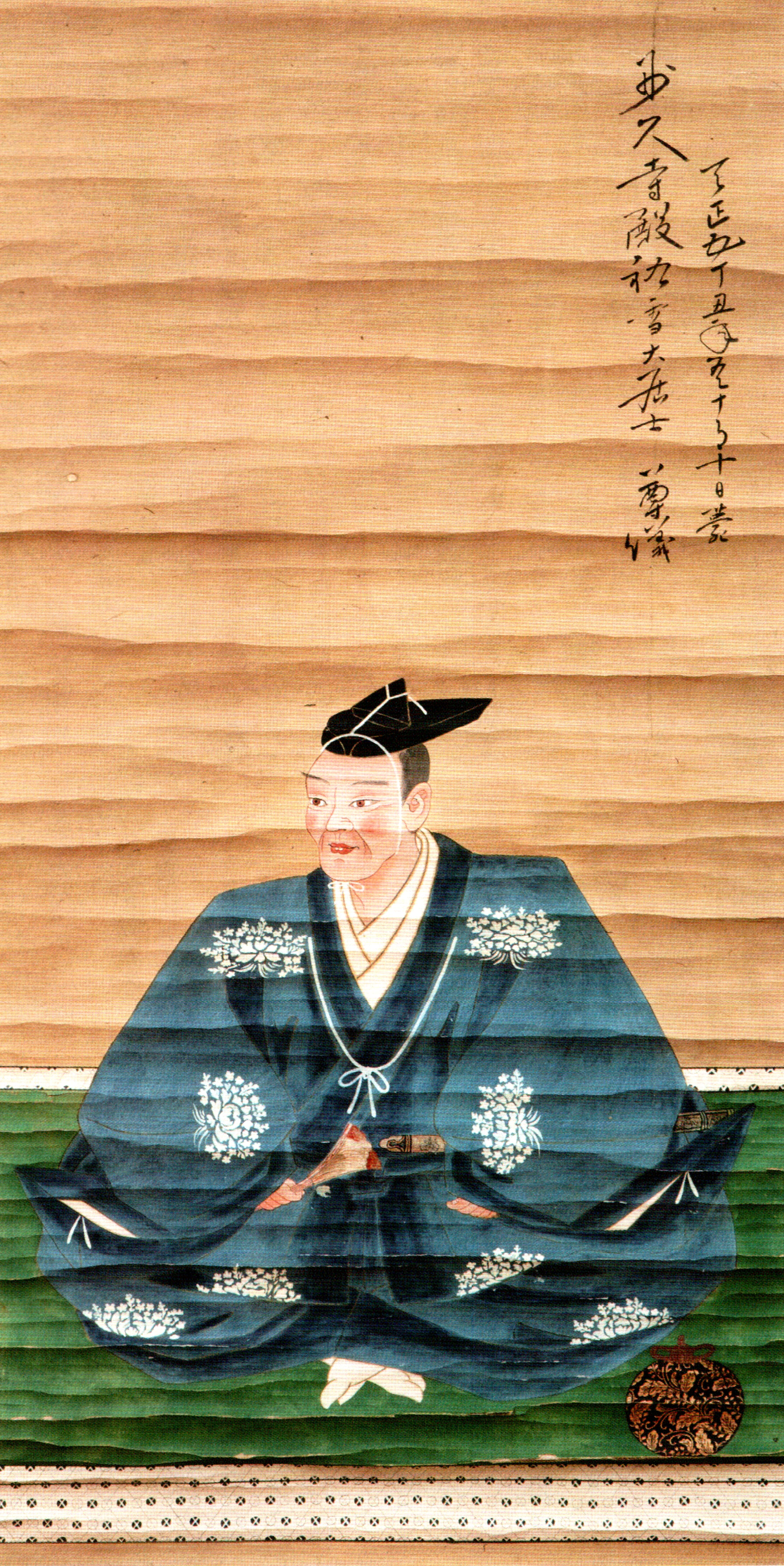
松永久秀

元亀2年（1571年）1月、三好長治と篠原長房が帰国したが、同月のうちに長房は讃岐に軍勢を移し、毛利氏の領する備前児玉を攻撃した。
長房の備前侵攻は、義昭・信長と長房の前年の和睦によって引き起こされたものであった。
2月、義昭は豊後の大友宗麟に対して、毛利氏との和睦を命じている。
4月14日、烏丸光宣に嫁いでいた義昭の姉が急死すると、後難を恐れた光宣が出奔した。これに激怒した義昭は、同月28日に一色藤長らに烏丸邸を襲わせている。
5月26日、安芸の毛利輝元、及び後見する毛利元就より、義昭と信長が毛利側に一言の相談もなく、畿内で長房と和睦したことを抗議された。長房は前年の義昭や信長との和睦を「京都御宥免」と称し、それを大義名分として、備前の浦上宗景と結び、備前児玉に侵攻していた。輝元と元就は長房の軍事行動を「中国錯乱」の企てと批判するとともに、九州から大友宗麟に挟撃されることを恐れ、義昭による和睦斡旋を受け入れると伝えた。
6月11日、義昭は九条家出身の養女を筒井順慶に嫁がせ、順慶を自らの陣営に加えた。これは5月に松永久秀が畠山秋高方の交野城を攻め、秋高の援護のために摂津の和田惟政が出陣するなど、不穏な空気が流れたからであった。また、久秀と順慶は大和国をめぐる争いを、元亀元年より前から続けていた。
6月12日、義昭は長房の毛利氏に対する軍事行動を言語道断と批判し、輝元の叔父・小早川隆景に対し、香川氏と相談して讃岐を攻めるように指示した。また、信長も20日に輝元と元就に対し、長房との和睦は本意ではなかったとしたうえで、義昭が長房との和睦を仲介しても、長房は受け入れないだろうと答えた。
6月19日、松永久秀が三好三人衆と組み、河内の畠山秋高の居城・高屋城を攻め、義昭から離反した。久秀の離反は、義昭が九条家出身の養女を順慶に嫁がせたことによる反発や、久秀と結んだ長房による毛利領国への侵攻により、義昭・信長と毛利氏の同盟に亀裂が入ったことで、義昭から長房の軍事行動の片棒を担いだと疑われたことにあったと考えられる。
同月、義昭と同盟した順慶が奈良に侵攻し、義昭もまた順慶を支援するため、奉公衆の三淵藤英と山岡景友を援軍として送った。
7月12日、長房が久秀に呼応して、四国から摂津に渡海した。15日、久秀と三好義継が義昭方の和田惟政が守る高槻城を攻めたことから、義継も義昭から離反していた。義昭の幕府は、信長・久秀・義継に支えられていた体制から大きく変化した。
8月4日、久秀は松永久通や三好義継らとともに順慶の辰市城を攻め、両軍が激突した。久秀はこの戦いで大敗を喫し、多くの首が二条御所の義昭のもとに送られ、御所内でさらされた。
8月13日、義昭は長房と毛利氏の争いに関して、伊予守護の河野氏に参戦を促した。これは、6月14日に元就が死去し、毛利氏が苦境に陥っていたことによる。この争いは西日本の各地に飛び火しており、尼子氏の残党が毛利氏の戦っている隙を突いて出雲奪還のために毛利方の城を攻めた一方、九州では大友氏を共通の敵とする肥前の龍造寺隆信が毛利氏に味方するなど、畿内の情勢と連動していた。
久秀は順慶に敗れたものの、三好三人衆と連携して巻き返しを図り、8月28日に義昭方の和田惟政を三人衆方の池田知正らが攻め、これを討ち取った（白井河原の戦い）。義昭によって畿内に配置された大名のうち、摂津の和田惟政が討ち死にし、河内の三好義継と大和の松永久秀が離反したことによって、義昭は信長への依存度を高めた。
9月12日、信長は自ら兵を率い、比叡山延暦寺への焼き討ちを実行した（比叡山焼き討ち）。
10月、義昭方を離脱した久秀と義継は山城南部で攻勢を強め、長房は三好康長と連携し、河内や和泉を転戦した。三好三人衆もまた、河内北部を支配下に置いていた。
11月、摂津晴門の退任後に空席であった政所執事（頭人）に若年の伊勢貞興を任じる人事を信長が同意し、貞興の成人までは信長が職務を代行することになった。
12月17日、三好氏が盟主と仰いでいた細川六郎が義昭の軍門に下り、上洛して義昭に謁見し、義昭から「昭」の一字を与えられ、昭元と名乗った。これは義昭が調略したことによるもので、義昭と信長が巻き返しを図った結果であった。
元亀3年（1572年）1月18日、義昭の面前において、上野秀政と細川藤孝が信長の比叡山焼き討ちに関して激論を交わした。この時点で、幕臣は親信長派と反信長派に分裂していた。
1月26日、義昭と信長は昭元に引き続き、三好三人衆の一人・岩成友通を離反させた。信長は義昭の下知によって、山城国内において6か所の領地を与え、
山城郡代に任じた。
閏1月4日、畠山秋高と遊佐信教が義昭を裏切るとの風聞が流れ、義昭は秋高と信教に「三好・松永は敵」との書状を送り、離反しないように求めている。
4月13日、細川昭元が義昭を裏切るとの風聞が流れた。
4月16日、久秀と義継が畠山秋高方の交野城を攻めたが、信長の派遣した柴田勝家や佐久間信盛によって退けられた。他方、摂津では伊丹親興や和田惟長が義継に内通する動きを見せた。久秀と義継はまた、細川昭元を盟主とする動きを見せた。結果として、昭元や畠山高政、畠山秋高、遊佐信教、親興や惟長は義昭を裏切らなかったが、畿内はいつ誰が義昭を裏切るかわからない不安定な情勢となった。
5月8日、義昭は山岡景友を山城守護に補任したが、それはこのような畿内の情勢に対抗する備えであった。義昭はまだこの時点においては、信長を裏切るつもりはなかったと考えられるが、三好方が連合を図ったことにより、義昭は畿内において孤立することになった。

### 信長との決裂

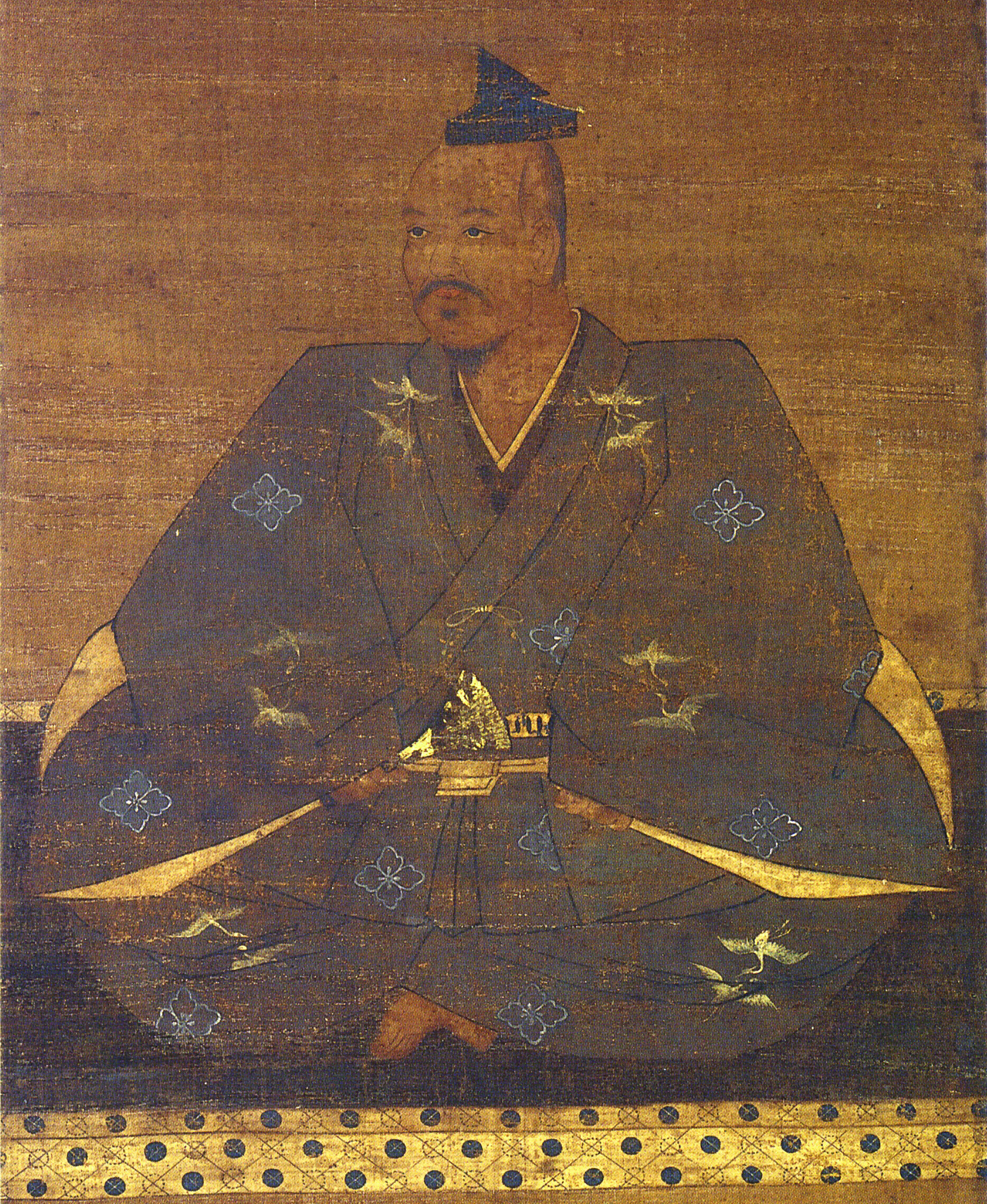
武田信玄

元亀3年5月13日、義昭は甲斐の武田信玄に対して、「天下静謐」のために軍事行動を起こすように命じた御内書を下した。これにより、信玄はその眼を西に向けるようになった。すでに、元亀3年1月に信玄は縁戚関係にある顕如より、信長の背後を突くように依頼を受けていた。
9月、信長は義昭に対して、自身の意見書である異見十七ヶ条を送付した。この意見書は義昭の様々な点を批判しており、とくにかつて殺害された過去の将軍の名を出したこともあって、信長と義昭の対立は抜き差しならないものとなった。
10月3日、武田信玄が朝倉義景や浅井長政に出陣を告げ、同日に甲府より進軍を開始し、徳川氏の領国である三河・遠江に侵攻した（西上作戦）。通説では、義昭が異見十七ヶ条に反発し、信玄に内通した結果とされてきたが、近年ではこの侵攻は徳川家康を標的にしたものであり、義昭が通じたものではないとする見方もある。
また、同月に信長は妙心寺に寺領安堵の朱印状を発給したが、これは義昭の意思に基づいて安堵されたものであった。この時点では、義昭は信長と表面的には対立することなく、協調して京都の支配を行っている。
とはいえ、信長にとって、家康は盟友であり、信玄が徳川領に侵攻したことは、信長に矛を向けるということに等しかった。これまで、信長は武田氏と上杉氏の和睦を仲裁してきたこともあって、この侵攻に激怒して武田氏と絶交し、家康に援軍を送った。他方、信玄は朝倉氏や浅井氏、本願寺などの反信長勢力と手を組んだ。
12月22日、信玄が三方ヶ原の戦いで織田・徳川連合軍を破り、家康を敗走させると、信長は本国である尾張や美濃の防衛を迫られることになり、窮地に陥った。28日、信玄は義景にこの戦勝を伝えるともに、「信長滅亡の時刻到来」であるとした。
同月、篠原長房が阿波より出陣し、京都を伺う状況になった。
元亀4年（天正元年、1573年）1月2日、松永久秀が六角義賢の家臣・三上栖雲軒に対し、三方ヶ原における信玄の勝利を伝え、近江の信長方への調略を促した。三好義継や松永久秀、篠原長房もまた、信長と対決しようとする信玄の優勢を見て、攻勢に出る形となった。
1月11日、義昭は信玄より、「凶徒」である信長と家康を追討し、「天下静謐」のための指示を求められた。
信玄の破竹の進撃により、幕府の内部では「信長につくか、信玄につくか」で議論が交わされ、幕臣の多くが信玄の支持に回り、それが義昭と信長との離間に繋がったとする見方がある。また、信長が尾張と美濃の防衛に精鋭を割いて、京都が手薄になると、そこを反信長派に大挙して衝かれる可能性があったことも、義昭を離反に走らせた可能性がある。いずれにせよ、三方ヶ原の戦いの結果が義昭の決断につながったことは間違いないと考えられる。

### 義昭の挙兵

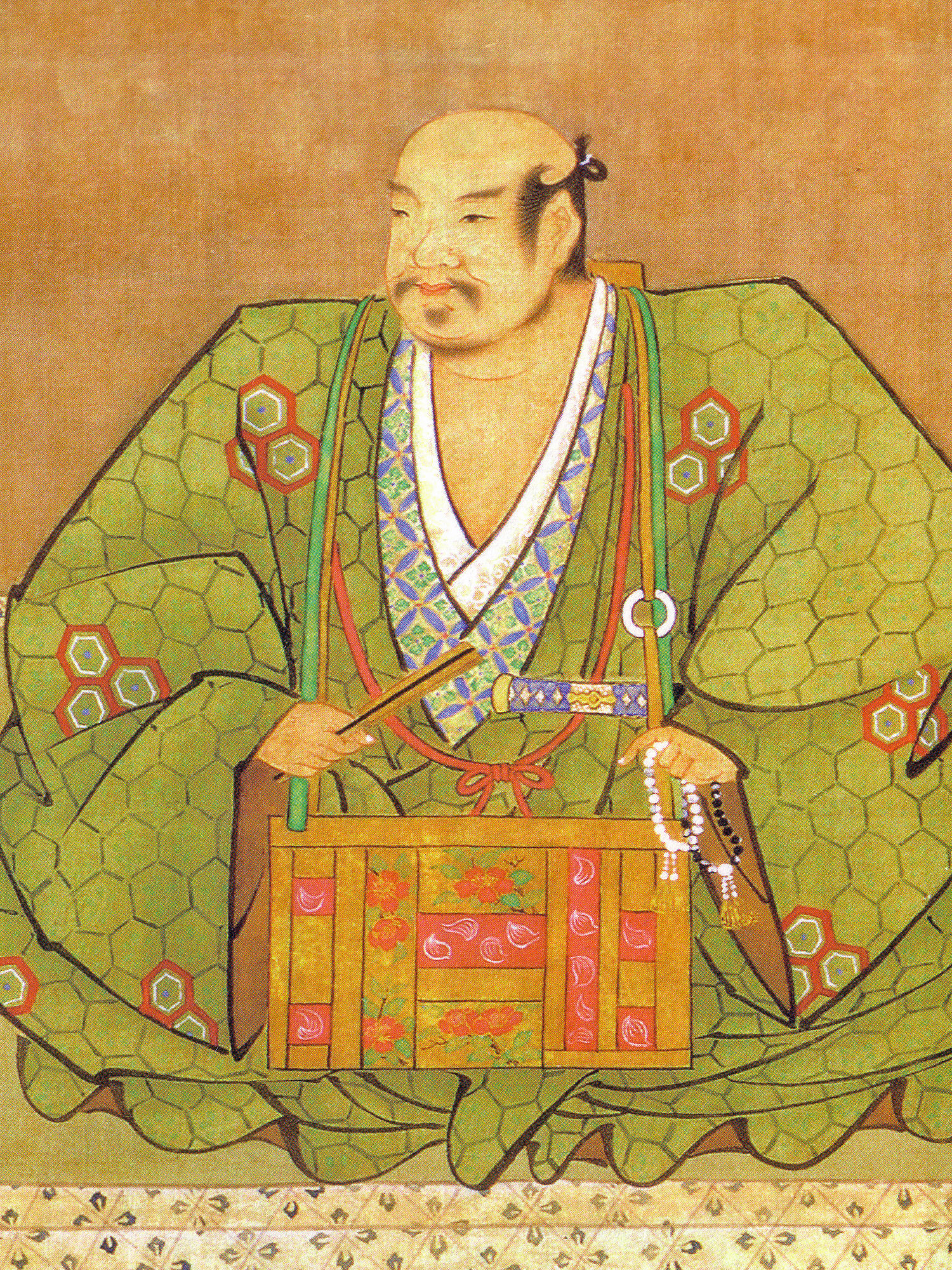
浅井長政

元亀4年2月13日、義昭は遂に反信長の兵を挙げ、朝倉義景や浅井長政、武田信玄らに御内書を下した。さらには、三好義継に挙兵の意思を伝えるとともに、安芸の毛利輝元、備前の浦上宗景にも参陣を促した。義昭は信長のみに依存する現在の体制から、朝倉義景や浅井長政、武田信玄、三好義継、顕如、毛利輝元、浦上宗景らによって構成される幕府へと再編しようとしたと考えられている。
義昭の信長からの離反を、反信長派の諸将は大いに喜んだ。浅井長政が直ちに「公方様から御内書を下された」と各所へ喧伝したように、将軍が味方したこと大々的に喧伝し、どちらに付くか決めかねている者達を味方にしようとした。
一方、信長は義昭の離反に大変驚き、挙兵は義昭の意志ではなく、側近の幕臣が勝手に企てたことだと言って、当初は信じようとしなかったという。信長としては、義昭はこれまで自身が支援してきた主君であり、その義昭に見限られたということは、信長派の大量離反、つまり総崩れに繋がることを危惧せざるを得なかった。そのため、信長は義昭に使者を急派し、息子を人質とすることで講和を申し入れた。状況は信長にとって、圧倒的に不利であった。
同月、義昭は朝倉義景の軍事力に期待し、上洛を命じた。だが、義景は一向に上洛する気配はなく、義昭は越前に使者を急派して、急ぎ上洛するように命じた。義昭は義景に対して、「6千から7千の軍勢を近江に急派するように」と催促したが、義景は大雪で進軍が困難だと返答し、出兵はしなかった。同月には信玄も遺憾の意を示し、義景に重ねて出兵するように求めている（『古証記』）。
同月中旬、義昭は石山や今堅田など志賀郡・高島郡、北山城の国衆らを、反信長として立ち上がらせようとした。
信長は柴田勝家や明智光秀、丹羽長秀、蜂屋頼隆に命じ、2月26日に義昭方の石山城を攻め落とし、29日には今堅田城も攻め落として、京都への入り口を確保した（石山城・今堅田城の戦い）。一方で、信長は講和の道も考え、28日に朝山日乗、村井貞勝、島田秀満の三人を使者とし、人質と誓紙を出そうとしたが、義昭は承知しなかった。使者は講和が成立しない場合は、京都を焼き払うと忠告した。
3月6日、義昭は三好義継と松永久秀の両名を赦免し、同盟した。
3月7日、義昭は勝算ありと判断して、信長からの人質を拒否し、信長と断交した。義昭は畿内近国に上洛の命を下し、摂津からは池田重成や塩河長光、丹波からは内藤如安や宇津頼重がこれに応じ、京都に入った（『年代記抄節』）。
3月22日、義昭は聖護院道澄に対し、朝倉氏や三好氏、本願寺のみならず、毛利氏や小早川氏にも参陣を要請していること伝えた。また、顕如は畠山秋高と遊佐信教が義昭に味方したと述べている。
3月29日、信長が義昭と対決するため、岐阜から上洛した。信長を出迎えたのは、細川藤孝と荒木村重の二人で、幕臣である藤孝は義昭を見限っていた。信長は三条河原で軍を整え、知恩院に布陣し、その総兵力は1万であった。一方、義昭は二条御所に数千の兵とともに籠城し、動く気配を見せなかった（二条御所の戦い）。
3月30日、義昭は先制攻撃を仕掛け、信長の京都奉行である村井貞勝の屋敷を包囲させた。貞勝は辛くも脱出したが、信長はなおも講和を求め、義昭の赦免が得られるなら、息子の信忠とともに出家し、武器を携えずに謁見すると申し出た。
4月1日、信長は吉田兼和を呼び出し、義昭の行動に関して、御所や公家衆はどう思っているか尋ねた。兼和は信長に対し、致し方ないことだと思っている旨を述べた。
4月2日、信長は柴田勝家らに命じ、下賀茂から嵯峨に至るまでの128ヶ所を焼き払わせた。このとき、信長から御所に和平交渉の使者が派遣されたが、義昭は拒絶した。
4月3日夜から4日にかけて、信長はさらに上京の二条から北部を焼き払わせた（上京焼き討ち）。その結果、焼け出された市民が避難し、大井川で多数溺死した。さらに、信長は二条御所の周囲に4つの砦を築き、その糧道を断ち、城兵の戦意を喪失させた。
信長は義昭に降伏を勧告するため、朝廷を動かし、勅命による講和を義昭に求めた。義昭は進退窮まった結果、朝廷を頼り、正親町天皇の勅命講和を求めざるを得なかった。両者の間を斡旋したのは、関白・二条晴良ら3人の公家であった。
4月7日、義昭と信長は正親町天皇の勅命により、講和した。翌8日、信長は義昭に謁見することなく、京都を出発し、岐阜へと帰還した。一方、義昭が頼りにしていた武田信玄は病のため、4月12日に本国に引き上げる帰途で死去していた。

### 再挙兵と京都からの追放

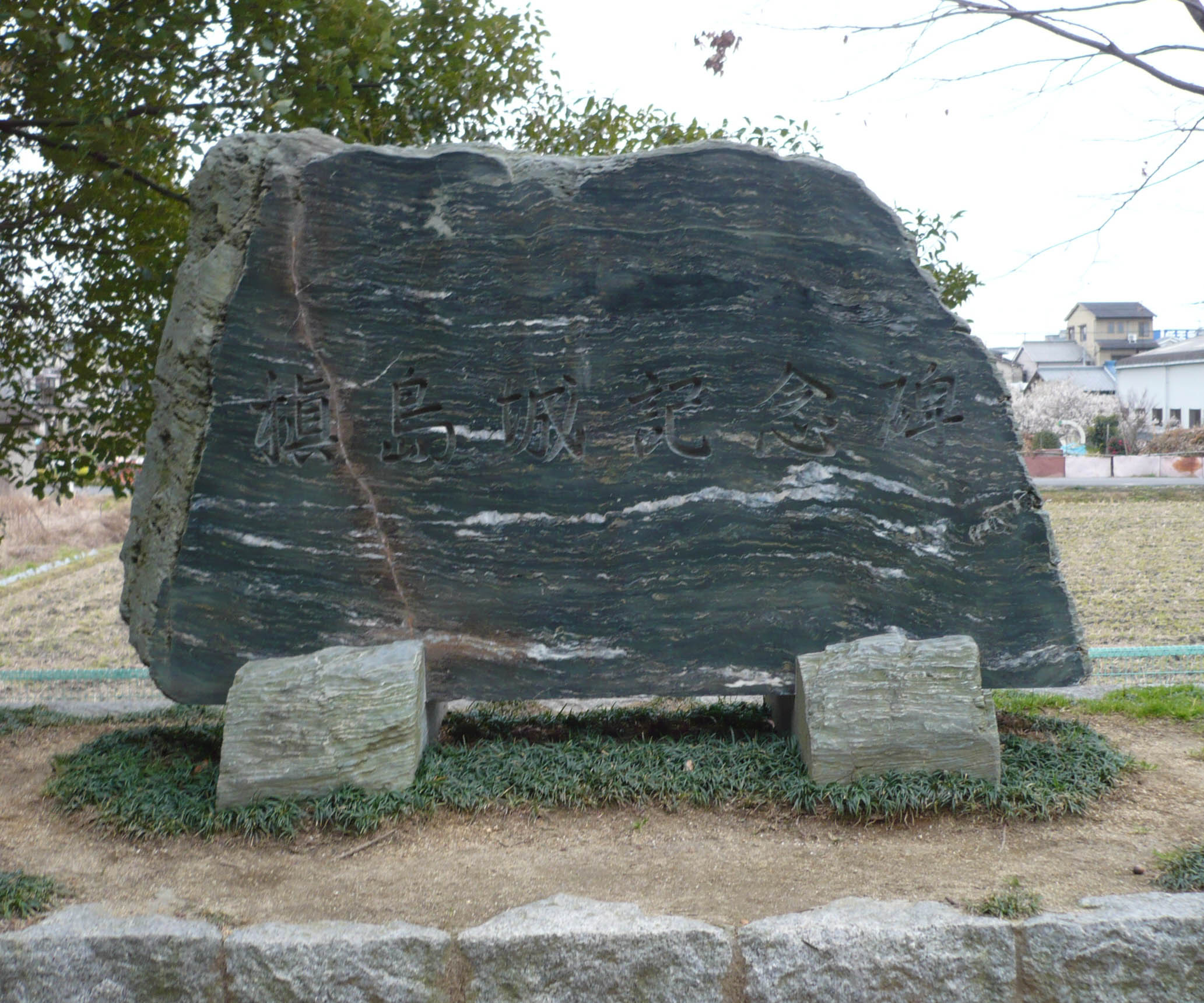
槇島城の石標

4月20日、義昭は二条御所の普請のため、吉田兼和の領地から人夫を徴収した。そして、21日に御所の天守を、28日に堀の普請を行っている。
4月27日、義昭と信長の家臣との間で起請文が交わされ、双方による和平内容の順守、および幕臣らが信長に逆心を抱かないこと誓約された。義昭が宛てた家臣の内訳は、佐久間信盛・滝川一益・塙直政で、信長側の発給者は林秀貞・佐久間信盛・柴田勝家・稲葉一鉄・安藤守就・氏家卜全・滝川一益である。
5月13日、義昭は武田信玄に対して、「天下静謐の馳走」を命じた。また、義昭は反信長派の連携を画策し、朝倉義景や顕如らにも味方になるように御内書を下し、5月20日に顕如がこれに了承した。このとき、義昭は信玄が死去したことを知らなかった。
同月、三好長治が細川真之とともに、反信長の急先鋒であった篠原長房を攻め、7月に討ち取った（上桜城の戦い）。これは、長房が畿内と備前に出兵を繰り返して、阿波三好氏を疲弊させていったという状況や、長治が義昭を破った信長の手腕を評価し、反信長の態度を翻した結果とする見方もある。他方、信長は同盟関係にある毛利氏から疑われぬよう、長治を許容しなかった。
6月8日、義昭は吉田神社から松を徴収するなど、二条御所の強化に努めた。
6月13日、義昭は安芸の毛利輝元に対し、兵粮料を要求した。だが、輝元は信長との関係から支援しなかった。
6月25日、河内の畠山秋高が家臣の遊佐信教によって殺害された。
これは、秋高が信長方についたものの、信教ら河内の国衆の大半は義昭を支持していたため、その対立の末に発生した出来事であった。
7月2日、義昭は二条御所を奉公衆の三淵藤英のほか、政所執事の伊勢貞興、昵近公家衆の日野輝資、高倉永相などに預けた上で、宇治の槇島城に移った。槇島城は宇治川・巨椋池水系の島地に築かれた南山城の要害であり、義昭の近臣・真木島昭光の居城でもあった。そして、3日に義昭は信長との講和を破棄し、この槇島城で挙兵した。
7月7日、信長が上洛すると、日野輝資や高倉永相らは二条御所を出て降伏し、12日に最後まで籠っていた三淵藤英も降伏した。その後、信長は御所の殿舎を破却したばかりか、諸人によって御所内が略奪されるのを禁じなかった。
7月18日、信長が軍勢とともに槇島城を包囲・攻撃し、槇島一帯も焼き払った。義昭はこれに恐怖し、信長に講和を申し入れ、その条件として2歳の息子・義尋を人質に出して降伏した。
7月19日、義昭は槇島城を退去して、枇杷庄に下り、20日に河内の津田に入った。枇杷庄に下る途中、一揆に御物など奪い取られたという。
この槇島城の戦いにより、室町幕府は事実上（実質的に）滅亡した、と解釈されている。義昭が京都を追放されたことにより、朝廷を庇護する天下人の役割を果たせなくなったからである。それまで、信長は義昭を擁することで、間接的に天下人としての役割を担っていたが、その追放後は信長一人が天下人としての地位を保ち続けた。また、信長は毛利輝元に7月13日付の書状で、「自身が天下を静謐し、将軍家のことに関しては輝元と万事相談してその結果に従うこと」を約束している。
ただし、義昭自身は朝廷から征夷大将軍を解任されてはおらず、なおもその地位にあり、従三位・権大納言の位階・官職も保ったままであった。

### 流浪の旅

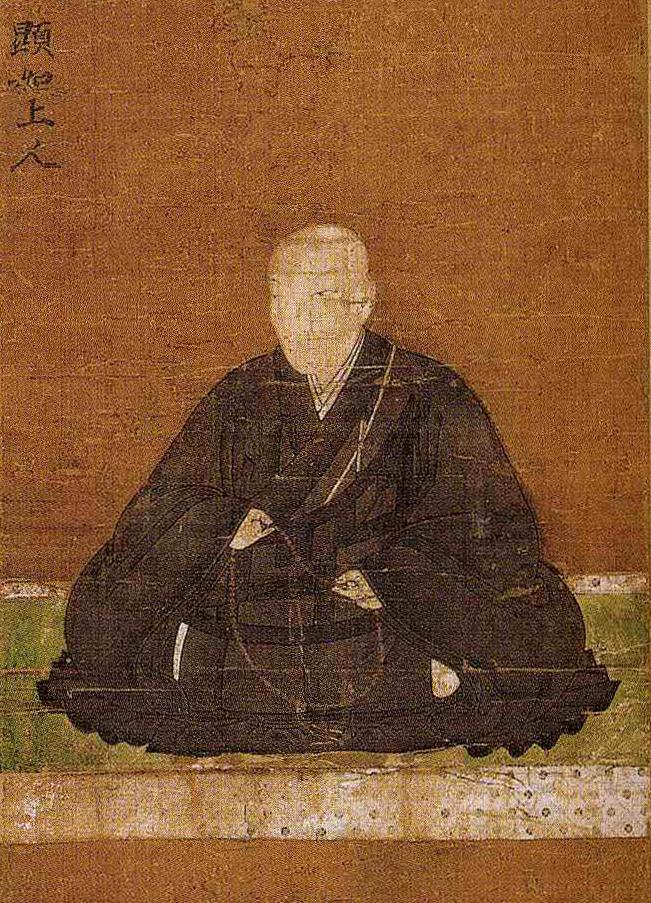
顕如

7月21日、義昭は本願寺から派遣された兵に警固され、三好義継の居城・若江城に入った。同日、信長は槇島城を細川昭元に委ね、京都へと戻っている。
義昭は在城中、7月24日付の御内書で毛利輝元と2人の叔父・吉川元春と小早川隆景に援助を求めている。これが義昭の再起を宣言した第一号であった。
7月28日、朝廷が信長の要請に応じ、元亀から天正に改元を行った。信長のこの行為は義昭の権威の否定、反信長勢力の士気を挫く目的があったと考えられる。
8月1日、義昭は輝元や隆景に対して、顕如や三好義継、遊佐信教、根来寺が支援してくれているが、息子の義尋を信長に奪われたことが口惜しいと述べ、自身への支援を訴えるとともに、3日にも柳沢元政を下向させると告げた。毛利氏は義昭のもとに使者を送って慰問したので、8月13日に謝意を示している。義昭が毛利氏を頼りにしたのは、兄の義輝も頼りにしていたからだと推測される。
8月、信長は越前に出陣して、朝倉義景を自害させた（一乗谷城の戦い）。その直後、北近江へ向かい、9月に浅井長政も自害させた（小谷城の戦い）。
8月20日、義昭は顕如に対し、三好義継及び三好康長と畠山氏との間で講和を図らせている。
10月8日、義昭は上杉謙信に対し、自身が槇島城から退城したことを知らせるとともに、援助を求めた。また、同月に顕如に対しても、忠義を尽くすように求めた。
義昭の援助の依頼を受けた輝元ら毛利氏は、なんらかの行動に出なければならなくなった。織田氏と毛利氏は同盟関係にあったが、義昭が京都を追放されると、その関係は揺れ動いた。だが、輝元は義昭のために信長と敵対して上洛するより、信長の力を利用し、領国を守る道が最適と考えた。そのため、9月7日付の義昭の御内書では、毛利氏が信長と懇意にしていることや、かつて毛利氏が将軍家を疎かにしないと提出した起請文が反故にされていることが批判されている。
他方、輝元が羽柴秀吉に宛てた9月7日付の書状では、信長と義昭が和解し、義昭が京都に帰還できるよう仲介を試みている。輝元としては、義昭が中国地方に下向すれば、信長と全面戦争になる可能性があり、それを避ける必要があった。信長もまた、義昭の追放で畿内が動揺している今、輝元が義昭を奉じて織田氏との全面戦争に踏み切ることは避けたかったと考えられる。
そのため、信長と輝元の両者との間では全面戦争を避けるべく交渉がなされ、それは義昭を帰洛させようとする流れに繋がった。織田方は羽柴秀吉と朝山日乗、毛利方は安国寺恵瓊がそれぞれ交渉の代表となった。秀吉は9月7日付の書状で、信長の同意も得ているので、義昭の近臣・上野秀政と真木島昭光を上洛させるように伝えている。他方、輝元も9月晦日付の自筆書状で、交渉に臨む基本的な態度を一族の穂井田元清に伝えている。
10月28日、毛利氏は義昭の近臣・一色藤長に信長の意向を伝え、その同意を求めた。これを受けて、11月5日に義昭は若江城から和泉の堺へ入った。
義昭が和泉の堺に落ち着くと、信長からは羽柴秀吉と朝山日乗が、輝元からは安国寺恵瓊と林就長が派遣され、双方の使者はともに義昭と面会し、信長と和解したうえでの帰京を説得した。信長自身も義昭の帰京を認めていたが、義昭は信長からの人質を求め、それを撤回しなかった。
このとき、秀吉は「入洛のことはもはや問題にならないので、どこにでも行ったらよかろう」と言い捨て、翌日に大阪へ退去した。安国寺恵瓊と朝山日乗は秀吉の意を受けて、なお一日留まって無条件での帰洛を説得したが、義昭は受け入れず、交渉は決裂した。恵瓊は輝元の意向を重んじ、義昭に西国に下向されると迷惑である旨を告げた。
11月9日、義昭は主従20人程とともに堺を出て、畠山氏の勢力下である紀伊に海路で下り、在田川南岸の宮崎の浦に着いたのち、由良の興国寺に滞在した。義昭は側近の一色藤長に対し、槙島城の籠城から由良まで供奉したことを、11月29日付の書状で褒め称えている。信長も紀伊への下向を把握しており、出羽の伊達輝宗に京都の近況を報告した際、「義昭が紀州の熊野あたりを流浪している」と記している。
11月16日、信長は明智光秀や細川藤孝に若江城を攻めさせ、三好義継を自害させた。義継への攻撃は、義昭を匿った責任を追及してのことであり、義昭が若江城から堺に移るのを待ったうえで、攻撃が実行に移された。また、義継の死により、久秀は信長に降伏を申し入れた。
12月11日、義昭は湯川直春に対し、自身に協力するように命じた。畠山氏の重臣・湯川氏の勢力は強大であり、直春の父・湯川直光は紀伊出身でありながら河内守護代を務めたこともある実力者であった。
12月12日、義昭は上杉謙信に対し、武田勝頼や北条氏政、及び加賀一向一揆と講和し、
上洛するように命じた。
天正2年（1574年）1月16日、義昭は六角義賢に対し、紀伊に移ったことを報告し、協力するように命じた。
2月6日、義昭は熊野本宮の神主に対し、帰洛に尽力するように命じた。
3月20日、義昭は信長包囲網を再度形成するため、武田勝頼、北条氏政、上杉謙信の三者に対し、互いに講和をするよう呼びかけた（甲相越三和）。また、勝頼が織田領国の東美濃を押さえたことを受けて、義昭は徳川家康に対し、勝頼と和睦するように命じた。
4月2日、顕如が義昭の御内書を受けて挙兵し、三好康長や遊佐信教が河内の高屋城でこれに味方した。義昭は本願寺が挙兵したのならば、高屋城まで進出したいとし、それが叶わぬのは「油断」であるとして、側近・一色藤長を責めている。
4月14日、義昭は藤長を通して、薩摩の島津氏の重臣である伊集院忠棟と平田政宗に対し、顕如や三好康長、三好長治が義昭に忠節を示していると伝え、参陣を促している。また、武田勝頼の進出と大阪方面での戦況を伝えるとともに、帰洛に関して協力を命じた。
8月10日、三好長治の弟・十河存保は武田勝頼の一族・穴山信君に対し、6月の高天神城攻略の祝意を述べ、尾張・美濃へのさらなる侵攻を促すとともに、自身は義昭や顕如と連携して側面攻撃を行うと伝えた。
天正3年（1575年）3月、武田勝頼は信長が大軍で畿内に出陣しているのを見て、三河侵攻を計画し、4月に甲府を出陣した。
5月21日、武田勝頼は設楽原において、織田・徳川連合軍に大敗し、多くの重臣を失った（長篠の戦い）。この勝頼の敗北は、義昭とその味方にとっては深刻な打撃であった。
11月4日、信長が朝廷より権大納言に、同7日には右近衛大将に任じられ（前年の天正2年3月18日に信長は義昭と同格の従三位・参議となっている）、従三位・権大納言・左近衛中将の義昭よりも上位の存在となった。権大納言・右近衛大将の官位は過去200年間、足利将軍本人やその後継者などにしか与えられてこなかったが、信長に与えられたということはほかの大名とは別格であるということ、織田氏が将軍家に比肩する存在であるということを世に示した。また、義昭の父・義晴が息子の義輝に将軍職を譲った際、権大納言と右近衛大将を兼ねて「大御所」として後見した（現任の将軍であった義輝には実権はなかった）先例があり、信長がこの先例に倣おうとしたとする見方がある。

### 備後国への下向・鞆幕府の樹立

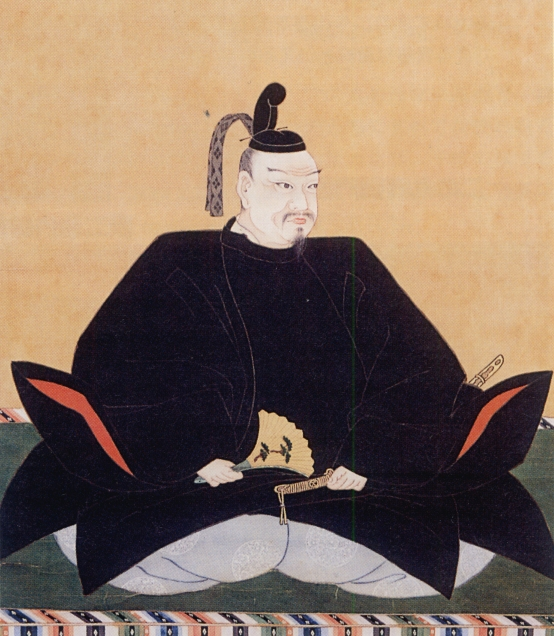
毛利輝元

天正4年（1576年）2月、義昭は紀伊由良の興国寺を出て、西国の毛利輝元を頼り、その勢力下であった備後国の鞆に動座した。このとき、義昭に随行したのは、細川輝経、上野秀政、畠山昭賢、真木島昭光、曽我晴助、小林家孝、柳沢元政、武田信景らであった。
義昭が鞆を選んだ理由としては、この地はかつて足利尊氏が光厳上皇より新田義貞追討の院宣を受けたという、足利将軍家にとっての由緒がある場所であったからである。また、第10代将軍・足利義稙が大内氏の支援のもと、京都復帰を果たしたという故事もある吉兆の地でもあった。
義昭は2月8日付の御内書で吉川元春に命じ、輝元に幕府の復興を依頼した。また、信長の輝元に対する「逆心」は明確であると述べ、そのために動座したとも伝えた。義昭は輝元に対し、信長との決戦を促した。
だが、鞆への動座は毛利氏に何一つ連絡なく行われたものであり、義昭はあえて伝えず、近臣らにも緘口令を敷いていた。信長との同盟関係上、毛利氏にとって義昭の動座は避けなければならない事態であり、輝元はその対応に苦慮した。
毛利氏は織田氏と同盟関係にあったものの、この頃になると信長が西方に進出してきたため、不穏な空気が漂っていた。また、信長が毛利氏と敵対していた浦上宗景を支援し、一方で宗景と対立する宇喜多直家が毛利氏を頼るなど、毛利氏と織田氏の対立にも発展しかねない状況ができていた。さらに、天正3年以降、信長は毛利氏への包囲網を構築するため、近衛前久を九州に下向させ、大友氏・伊東氏・相良氏・島津氏の和議を図ろうとしていた。
5月7日、輝元ら毛利氏は反信長として立ち上がり、13日に領国の諸将に義昭の命令を受けることを通達し、西国・東国の大名らにも支援を求めた。3ヶ月の間、毛利氏が検討して出した結論であった。これにより、毛利氏と織田氏との同盟は破綻した。
輝元ら毛利氏に庇護されていたこの時期の室町幕府は、「鞆幕府」とも呼称される。義昭を筆頭とする鞆幕府は、かつての奉公衆など幕臣や織田氏と敵対して追われた大名の子弟らが集結し、総勢100名以上から構成されていた。
義昭はまた、輝元を将軍に次ぐ地位たる副将軍に任じた。また、輝元は副将軍として義昭を庇護することにより、毛利軍を公儀の軍隊の中核として位置づけ、西国の諸大名の上位に君臨する正統性を確保した。

### 諸勢力との共闘

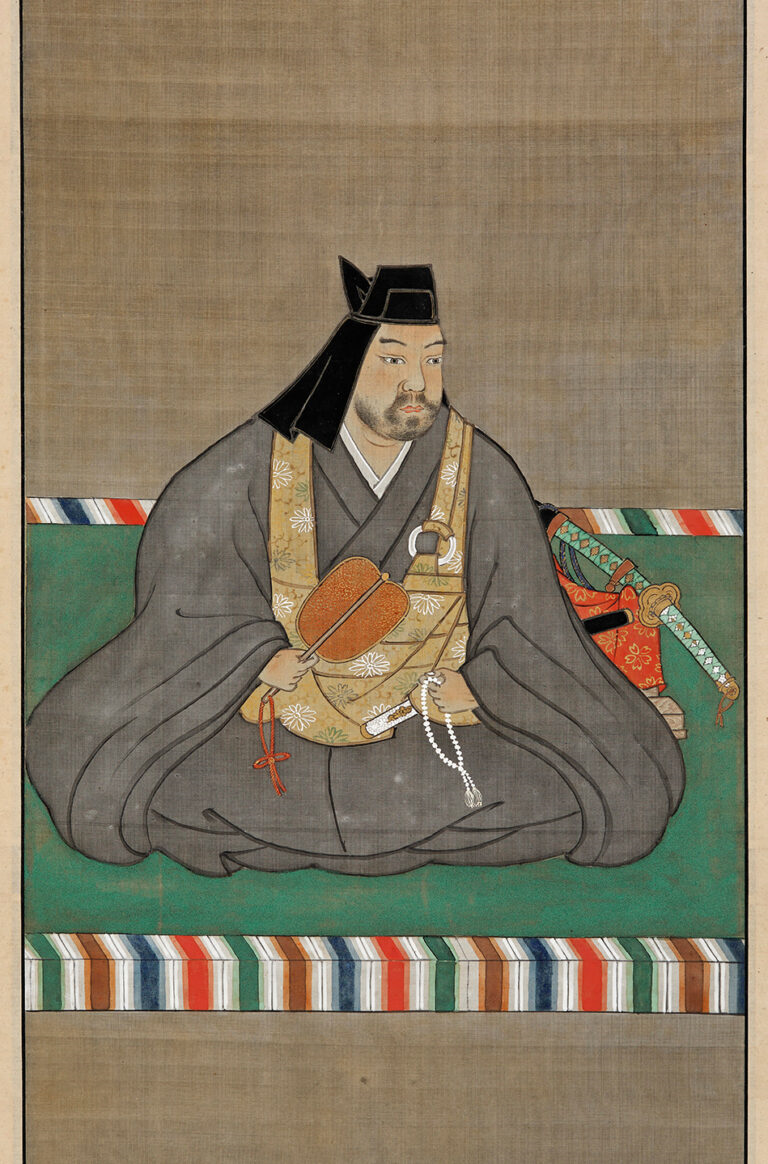
上杉謙信

義昭は鞆に御所を構え、この地から京都への帰還や信長追討を目指し、全国の大名に御内書を下した。 畿内近国以外では、足利将軍家を支持する武家もまだまだ多かった。
3月21日、義昭は上杉謙信に対し、北条氏政や武田勝頼と和睦し、上洛に協力するように伝えた。この頃、謙信は信長との対立姿勢を強めており、前年10月には勝頼と和睦し、12月には信長を脅威に感じた能登畠山氏より救援を求められていた。
5月16日、義昭は醍醐寺三宝院門跡の義堯に命じて、上杉謙信に武田氏・北条氏と講和し、幕府を再興するようにすすめさせた。これにより、謙信は同月、長らく対立してきた本願寺と講和した。また、同月に謙信は毛利輝元から上洛を求められると、秋には上洛する予定だと伝えた。
6月11日、義昭は武田勝頼と上杉謙信に対して、互いに講和を命じる御内書を再度下し、輝元と協力して協力したうえで信長を討つように命じた。
7月13日から14日早朝にかけて、毛利水軍が織田水軍を大阪湾木津川河口（現在の大阪市大正区に位置する木津川運河界隈）で破り、本願寺に兵糧や武器など物資を運び入れることに成功した（第一次木津川口の戦い）。毛利氏はこの勝利によって、京都への進撃を決意し、その準備を進めた。
9月13日、義昭の求めに応じて、武田勝頼が上杉氏や北条氏との講和を承知し、16日に毛利輝元と同盟を結んだ（甲芸同盟）。
9月以降、信長は将軍御所であった二条御所を完全に破却し、石垣は諸人に略奪させ、堀も京都の人々に埋めさせたほか、門や建物も安土に移築した。おそらく、信長は義昭と和解したのち、義昭を再びここに迎え入れようとし、そのために殿舎以外は破壊せずにいたものの、それがもはや不可能になったと判断したため、完全な破却を行ったと考えられる。
10月10日、義昭は輝元らに対して、西国の武士を集めて義兵を挙げるように命じた。
11月24日、義昭は輝元に対し、足利将軍家の家紋たる桐紋を与えている。
12月27日、三好長治が信長の支援を受けた細川真之に敗れ、自害した。輝元はこれに危機感を覚え、小早川隆景を通し、淡路の水軍を味方につけようとした。
天正5年（1577年）1月、義昭は吉川元春に対し、翌月に陸海から京都へ進撃する相談をするように命じた。同月には、安宅神五郎や菅元重、船越景直など主な淡路水軍が毛利氏についた。
2月27日、阿波三好郡の国人・大西覚用と大西高森が元春や隆景に対し、義昭の上洛に味方すると回答した。
同月、信長が長治の死により、阿波からの援軍を得ることができなくなった雑賀を攻めた。義昭と輝元は上杉謙信に対し、その隙をつく形での上洛を求めたが、謙信はすでに能登から関東に転戦していた。
閏7月27日、讃岐における毛利氏の拠点・元吉城に対し、長尾氏や羽床氏、香西氏、安富氏、三好安芸守からなる「讃岐惣国衆」が攻め寄せたが、毛利方によって撃退された。
同月、謙信が能登に再び進軍し、信長は柴田勝家や羽柴秀吉らを加賀に派遣した。だが、北陸に多くの諸将が派遣されたことで、松永久秀が離反を企てた。
8月1日、義昭は毛利氏と讃岐諸勢力との争いに関して、香川氏を讃岐に復帰させることや、輝元や元春、隆景に勝手に三好方と和睦しないように指示した。
8月17日、松永久秀・久通父子は、本願寺を攻めるために定番していた天王寺を突如引き払い、信貴山城に籠城した（信貴山城の戦い）。久秀の離反は、義昭や本願寺から調略を受けた結果であると考えられる。
9月23日、義昭は側近の真木島昭光と小林家孝を和睦交渉のために阿波に派遣し、11月に阿波三好方の長尾氏と羽床氏から人質を取ることで和睦した。讃岐での戦闘は、義昭にとっては上洛戦争の一環であり、毛利水軍も備前と讃岐の海峡で航路の安全を確保した。
10月10日、久秀父子が織田勢の攻撃により自害し、信貴山城を自ら焼き払った。だが、義昭はその後もあきらめず、各地の諸将へ積極的に調略活動を行った。
同月、信長は羽柴秀吉に中国地方攻略を命じ、秀吉が姫路城を拠点に活動を始めた。そして、11月に播磨の上月城を攻め落とし、尼子勝久を入れた。
天正6年（1578年）1月、毛利氏が上月城奪還のため、粟屋元種を摂津に送ると、同月11日に義昭は高野山の金剛峯寺に出兵を要請した。
2月、別所長治が三木城で挙兵し、信長から離反した（三木合戦）。義昭は3月19日付の御内書において元春に対し、義昭自らの調略によって長治を味方に引き入れたと宣伝した。
3月、上杉謙信が死去し、信長包囲網は大きな打撃を受けた。
その後、家督をめぐり、養子の上杉景勝と上杉景虎による御館の乱が勃発し、景勝が勝利したが、この乱によって上杉氏は対外出兵する力を失った。
5月24日、義昭は上月城の戦いのさなか、真木島昭光を上月城包囲の毛利氏の陣に派遣し、その将兵をねぎらうとともに、小林家孝を駐留・督戦させた。
7月3日、上月城が毛利氏の攻撃によって陥落し、尼子氏が滅亡すると、義昭は元春や隆景といった毛利氏諸将の戦功を褒めた。
8月、義昭は吉川元春の依頼を受け、島津氏に使者を派遣し、大友氏を牽制させるとともに、毛利氏が京都に進撃するときは援軍を差し出すことを要請した。
10月、荒木村重が有岡城で挙兵し、信長に反旗を翻した（有岡城の戦い）。村重の離反もまた、義昭の調略によるものであった。なお、義昭は輝元と協力して村重の調略を行っており、義昭は小林家孝を毛利氏の属将とともに有岡城に入城させ、村重に毛利氏へ帰順するよう説得したことが知られている。
同月、信長は明智光秀を介し、土佐の長宗我部元親の嫡子・弥三郎に偏諱を与え、信親と名乗らせた。これは、義昭や輝元、本願寺の支援を受けた十河存保が阿波において、反信長の立場で活動しており、信長と元親が共通の敵に対抗するために結び付いたものであった。
11月6日、毛利水軍は本願寺に物資を運び入れるため、石山に再び来援したが、九鬼嘉隆の鉄甲船を用いた織田水軍に敗北を喫した（第二次木津川口の戦い）。以後、毛利氏は淡路島以西の制海権は保持したままであったが、大阪湾は織田水軍に封鎖された。
11月19日、荒木村重が織田軍に攻撃されると、24日に義昭は吉川元春に対し、輝元に出兵するように勧めさせた。
12月、輝元は出陣を決意し、毛利氏有利のこの好機に乗じて上洛しようとした。そして、輝元出陣の日は翌年1月16日と定められ、諸将に下令された。輝元はそれに伴い、武田勝頼に徳川家康を攻撃し、織田氏の兵力を引き付けるよう要請している。
天正7年（1579年）1月、毛利氏の重臣・杉重良が大友氏の調略で謀反を起こし、毛利氏の背後である筑前や豊後に暗雲が垂れ込めた。このため、1月16日の輝元自らによる出兵は無期限での延期となった。
6月、備前の宇喜多直家が毛利氏に対して反旗を翻したばかりか、9月には伯耆の南条元続も同様に反旗を翻した。これらの裏切りは、輝元の上洛断念によるものであるのみならず、信長が調略の手を伸ばした結果でもあった。そのため、輝元は荒木村重や別所長治、本願寺への支援よりも、自領の防戦を優先するようになった。
11月27日、信長は豊後の大友義統に対し、毛利氏の領国である周防と長門を与える約束をした。信長は諸勢力を懐柔し、義昭や輝元らに対する包囲網を構想していた。
天正8年（1580年）1月17日、三木城の別所長治が自害し、播磨での信長への抵抗は収束に向かった。
閏3月5日、顕如が信長との勅命講和に応じて、大坂退去を約し、石山合戦が終結した。本願寺の降伏は、輝元や武田勝頼の苦戦、上杉氏の没落、有岡城や三木城における虐殺などによって、厭戦気分が高まったことにあった。
4月9日、顕如が大坂から紀伊の鷺森御坊に退去すると、これを契機として、織田方と毛利方との間で和睦の動きがみられるようになった。5月12日付の棚守房顕宛て安国寺恵瓊書状（巻子本『厳島文書』）によると、丹羽長秀と武井夕庵が毛利方に対し、和睦の条件の一つとして、義昭を「西国之公方」として認めることを提示している。この交渉には明智光秀、さらには近衛前久や勧修寺晴豊ら公家衆も加わっており、現実味を帯びて交渉がなされたが、和平は実らなかった。これにより、信長は秀吉を中心とした中国地方攻略を本格化させた。
6月、秀吉が因幡に侵攻し、毛利方の吉川経家が籠城する鳥取城を攻めた（鳥取城の戦い）。
天正9年（1581年）10月、鳥取城が秀吉に降伏し、吉川経家が自害した。義昭は情勢の悪化を見て、信長の出陣に備えるよう、吉川広家に命じた。
天正10年（1582年）正月6日、信長への大名衆が年始礼のために安土周辺に訪れたとき、信長は家臣らに対し、安土城に新築した行幸御殿を見学させた。これは、義昭が西日本に不安定要素として健在であったため、信長は天皇との強い結びつきを演出する必要があり、自己を正当化するためにも天皇を後ろ盾にしようとしたからと考えられる。
3月、武田勝頼が信長や徳川家康らに攻められ、自害に追いやられた（甲州征伐）。この頃、輝元は織田方の攻勢に対抗するため、土佐の長宗我部元親と芸土同盟を結んだ。
4月、秀吉が備中に侵攻し、同月に毛利氏の配下・清水宗治が籠もる備中高松城を攻撃し、5月には水攻めを行った（備中高松城の戦い）。他方、輝元は水攻めの急報を受けて、元春・隆景らと共に総勢5万の軍勢を率い、高松城の救援に向かい、秀吉と対峙した。
5月7日、信長は四国国分案を出し、讃岐を三男の信孝に、阿波を三好康長に与え、土佐と伊予は自身が淡路に赴いた際に決めるとした。この国分案には、元親や十河存保、毛利方で伊予北部を支配する河野通直は入っておらず、信長は元親の阿波や讃岐における権益を認めていなかった。そして、信孝に四国攻めの出兵準備をさせた。
5月17日、信長は秀吉の使者より、毛利氏が出陣してきたことを知らされると、自ら出陣して輝元ら毛利氏を討ち、九州までも平定するという意向を秀吉に伝えた。信長は自身の出陣に先んじて、明智光秀に秀吉の援軍に向かうよう命じた。信長は四国を平定し、毛利輝元を滅ぼせば、大友義鎮といった九州の諸大名も服属すると考えていた。
5月21日、元親が明智光秀の家臣・斎藤利三に送った書状では、元親は阿波の大西城と海部城以外から撤兵し、信長の四国国分案を受け入れる意向を示していた。他方、同日に義昭の側近・真木島昭光が元親のもとにいた石谷光政に対し、輝元の仲介による土佐の長宗我部氏と伊予の河野氏との和睦を指示しており、義昭の帰京に尽力するよう書状を送っている。これと同様の書状は、2月23日にも送られている。このことから、元親は義昭や輝元とも通じており、和戦両様の構えを取っていたようである。
5月29日、信長は西国へ出陣するため、安土城から上洛し、京の本能寺に入った。そして、6月1日に信長は本能寺において、近衛前久や二条昭実といった公家衆らと対面し、6月4日に自身が西国に出陣することを公表した。

### 信長の死・柴田勝家への協力

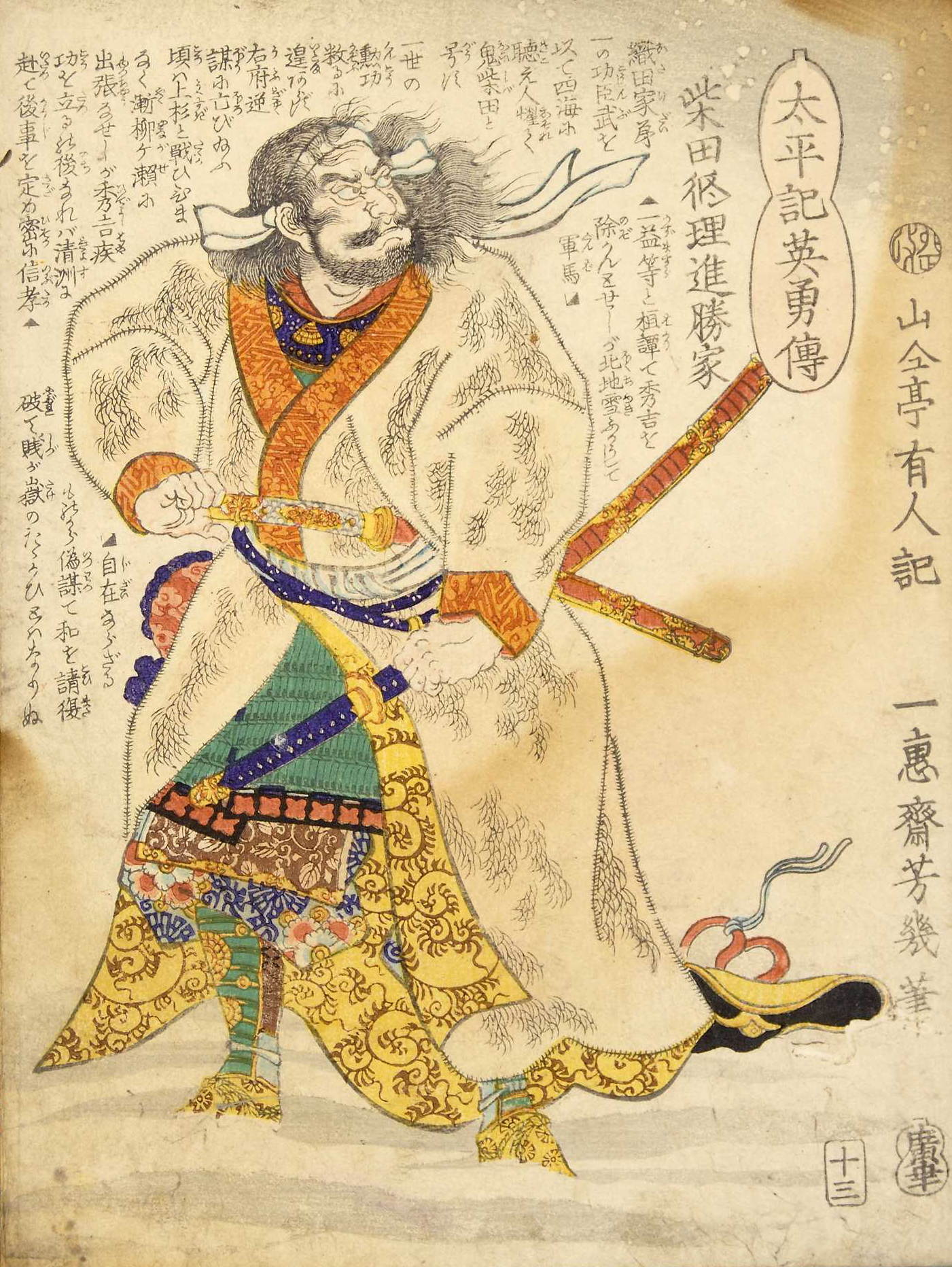
柴田勝家

天正10年6月2日、信長が本能寺において、明智光秀に襲撃されたことにより、自害し果てた（本能寺の変）。嫡子の信忠もまた、同様の運命をたどった。変の翌日にこの情報を得た秀吉は、信長の横死を秘したまま、毛利氏と講和を行った。
6月4日、備中高松城が講和により開城し、城主の清水宗治らは切腹した。秀吉はその日のうちに撤退し、毛利方が本能寺の変報を入手したのはその翌日の5日であった。
6月9日、信長の死を知った義昭は隆景に対し、帰京するために備前・播磨に出兵するように命じたが、輝元ら毛利氏は講和を遵守して動かなかった。毛利氏は上方の情報収集は行ったが、領国内の動揺を鎮めることで精一杯であり、備前・播磨に進攻する余裕はなかった。
6月13日、秀吉が山崎の戦いで光秀を破ると、輝元は秀吉に戦勝を祝うため、安国寺恵瓊を使者として派遣した。
6月17日、義昭の御内書と真木島昭光の副状が香宗我部親泰に発給され、長宗我部元親が義昭の帰京を請けた。
9月26日、義昭は安国寺恵瓊に対し、羽柴秀吉に自身の帰洛を斡旋させるように命じた。秀吉もこれに承知の意思を示した。
10月15日、秀吉は大徳寺で信長の葬儀を行い、後継者としての地位を確立した。そのため、秀吉と柴田勝家が覇権を巡って火花を散らし始めると、義昭を擁する輝元は双方から味方になるよう誘いかけられた。
11月、義昭は勝家に味方し、勝家もこれを承知した。義昭はまた、勝家と上杉景勝を講和させて協力を得るため、11月21日に景勝に御内書を下した。
天正11年（1583年）2月13日、勝家は北近江に進出するための援助を、毛利氏に求めた。また、同月14日には徳川家康が義昭の帰洛に関して、輝元に賛意を表した。
3月14日、勝家は義昭を擁立したうえで、毛利氏の支援を受けて、秀吉を挟撃しようとした。そのため、勝家は義昭を通じて、輝元の出兵を督促させた。
4月5日、義昭は輝元に対し、勝家の先鋒が近江に進出したことと知らせるとともに、すぐに出兵するように命じた。また、同日に勝家も輝元に対し、出兵を督促した。
4月20日、元春と隆景が会見した結果、毛利氏は両者の勝敗を見てから判断することにし、義昭の要請には応じないことにした。
4月21日、秀吉が賤ヶ岳の戦いで勝家に勝利し、勝家を自害に追いやった。秀吉は勝家の最期を輝元に伝えるとともに、東国の北条氏政や北国の上杉景勝を攻めると伝え、輝元に協力するように要請した。すでに秀吉と輝元の間には及び難い力の差がついていたが、義昭は勝家に味方したため、秀吉を敵に回すという結果を招いた。
12月初旬、義昭は側室の春日局を大阪に向かわせた。このとき、春日局の発言力は強かったとされ、小早川隆景が毛利氏の待遇に関して、泣きついたという。
天正12年（1584年）9月4日、義昭は島津義久や龍造寺政家、宗像大宮司の宗像氏貞に対して、帰京に協力するように命じ、輝元がこれを周旋した。義昭はまた、義久に豊後の大友義統を討つように命じ、九州の太守にすることも約束した。義昭が島津氏に対して援助を求めたのは、帰京に関する費用のためだと考えられる。無論、義昭は毛利氏にも同様の依頼をしていたと思われるが、毛利氏はこの時点では義昭にまだ利用価値があると考え、帰京に同意しなかったようである。
天正13年（1585年）1月、輝元が秀吉との国境画定に応じて、正式に講和し、天正4年から続いた毛利氏と織豊政権の戦闘はようやく終結した（京芸和睦）。

### 秀吉との関係修復・島津氏への和平斡旋

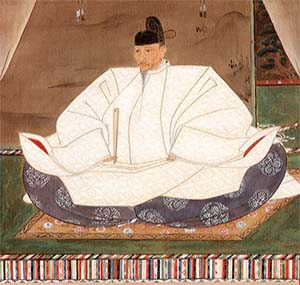
豊臣秀吉

天正13年7月、秀吉が朝廷より関白に任命された。その後、「関白秀吉・将軍義昭」という時代は2年半の間続いた。この2年半は、秀吉が天下を統一していく期間に該当する。またこの間、義昭は将軍として、秀吉に抵抗する島津氏に対し、秀吉との和平を勧めている。
天正14年（1586年）8月、毛利輝元を先陣として、秀吉の九州平定が始まった。だが、島津氏の兵は精強であり、先陣は敗戦を重ねた。
12月4日、義昭は一色昭秀を薩摩の島津義久のもとに送って、秀吉との講和を勧めている。これは毛利氏の意向を受けたものであり、毛利氏はもともと大友氏との関係から、島津氏と同盟していたこともあって、全面的な闘争を望んでおらず、それゆえ義昭を介す形で意向を伝えたと考えられる。
天正15年（1587年）2月、義昭は一色昭秀を使者として、島津氏に再び講和を勧めている。このとき、義昭は秀吉の弟・豊臣秀長の意見を伝えると書状で記していることから、義昭のこの要請は秀吉の意向を受けたものであり、義昭と秀吉が連携を取っていたことがわかる。この時点でもなお、島津氏は義昭を主君として仰いでおり、秀吉が島津氏の面目が立つように、「義昭の上意」という形で講和の勧告を行ったと考えられる。
3月12日、秀吉が九州に向かう途中、義昭の住む鞆の御所に近い赤坂に立ち寄り、義昭と田辺寺で対面した。義昭は秀吉と贈り物を交換し、親しく酒を酌み交わした。義昭は秀吉と十数年ぶりに対面したが、秀吉はこの時点で従一位・関白・太政大臣となっており、従三位・権大納言の義昭よりも数段上の存在となっていた。
4月、義昭は一色昭秀を送って、島津義久に重ねて講和を勧めている。その結果、義久は昭秀らの勧告を受けて、21日に降伏を受け入れた。
5月、島津氏が秀吉に降伏した。義昭がこの勝利にどれほど貢献したかは不明だが、秀吉は義昭の功を認めた。そして、義昭が望んだ帰京も認め、毛利氏に対し、義昭が帰京に使用するための船の調達を命じた。
この頃、義昭は毛利氏に願い、御座所を鞆から山陽道に近い沼隈郡津之郷（福山市津之郷町）へと移させた。時期は不明ながら、鞆に近い山田常国寺を御座所としていた時期もあった。
7月、細川幽斎が厳島神社での延年舞を見たのち、義昭のいる津之郷の御座所に訪れた。義昭の帰京に関する打ち合わせが行われたと考えられている。両者の蟠りは十数年の歳月を経て、ほとんどなくなっていた。
8月、義昭の子息・義尋が興福寺の大乗院門跡となることが決定し、28日に大乗院に入室、得度した。これは、秀吉による義昭に対しての島津氏討伐の功賞であり、義昭の意向に従って優遇したものと考えられる。

### 京都への帰還と将軍辞任
10月、義昭は毛利氏の兵に護衛されながら、京都に帰還した。義昭にとっては、およそ15年ぶりの京都であった。
12月、義昭は大坂に赴き、秀吉に臣従した。このとき、秀吉から山城国槇島において、1万石の領地を認められた。
天正16年（1588年）1月13日、義昭は秀吉とともに参内し、将軍職を朝廷に返上した。このとき、秀吉の奏請によって、義昭は朝廷から准三宮の称号（待遇）を受けている。これにより、室町幕府は名実ともに滅亡した。
その後、義昭は出家し、昌山道休と号した。

### 晩年と最期
晩年の義昭は秀吉から厚遇された。義昭は前将軍ということもあって、徳川家康や毛利輝元、上杉景勝といった大大名よりも上位の席次を与えられた。また、斯波義銀や山名堯熙、赤松則房らとともに秀吉の御伽衆に加えられ、秀吉の良き話し相手となった。
天正16年5月、義昭は毛利輝元と小早川隆景に対し、「忠節を忘れることはない」と記した感謝の御内書を発給した。
7月19日、輝元が大坂に到着すると、義昭は真木島昭光を使者として送り、輝元に金屏風一隻、樽二十荷、肴十折、帷子二十を贈与した。その後、輝元は秀吉と聚楽第で対面し、完全に臣従した。
9月10日、輝元が安国寺恵瓊や細川幽斎を供として、義昭のもとを訪れた。義昭は輝元に対して、多年の忠功を感謝し、懐旧談にも及んだという。
天正20年（文禄元年、1592年）3月20日、義昭は文禄の役において、秀吉のたっての要請により、相国寺鹿苑院に宿泊し、武具などをそろえて出陣の準備をした。その際、鹿苑院の門前では兵達の甲冑が日に映え、旌旗が風に翻り、その威容を見た者たちは「戦袍（の）光彩、目を奪う」と感心した。
3月26日、義昭は由緒ある奉公衆などの名家による軍勢を従えて、後陽成天皇の見送りを受けながら、秀吉とともに京都を出発した。
4月25日、秀吉が肥前名護屋城に到着すると、義昭は城の外郭に布陣した。その兵力は3,500人と記されている。
文禄2年（1593年）8月、秀吉が大坂に帰還したのにあわせ、義昭も帰京したと考えられている。
慶長2年（1597年）8月、義昭は病床に伏した。そして、病から回復できぬまま、28日に大坂で薨去した。死因は腫物であったとされ、病臥して数日で没したが、老齢で肥前まで出陣したのが身にこたえたのではないかとされている。享年61（満59歳没）。
義昭の死去に際し、義昭の猶子・義演は自身の日記『義演准后日記』の中で、「近年将軍ノ号蔑也、有名無実弥以相果了（近年は将軍といっても、有名無実となった）」と感想を記している。

### 没後
義昭の没後、西笑承兌が施薬院全宗とともに大坂城に赴き、義昭の死を秀吉に報告した。秀吉は真木島昭光と相談し、葬儀の阿闍梨（導師）を依頼するように言った。
義昭の遺体は旧臣数十名が供をして、足利将軍家の菩提寺である等持院に入ったのち、方丈の書院に収められた。そして、等持院の足利将軍遺髪塔に収めるため、承兌が戒師となり、義昭の毛髪を剃った。葬送料は義昭の旧臣らによって拠出された。
9月2日、承兌は京都所司代の前田玄以のもとに赴き、等持院の大工2人を義昭の龕（棺）と火屋（火葬場）を作るために使用したいと申請したものの、1人だけが許可された。承兌はこれを嘆き、「世が世であれば、洛中洛外の大工すべてを招集しても来ないことはあろうか。今は両人すら許してもらえない」と日記に記している。
9月8日、義昭の葬儀が等持院で行われ、真木島昭光以下旧臣30余人が会葬した。
9月13日、細川忠興の名代として、子息の忠利が弔問し、香典20貫文を供えた。そのうち、幽斎からは10貫文であった。
9月14日夜、義昭の息子で大乗院門跡の義尋が焼香を行った。その後、義昭の側室である春日局と大蔵卿局が焼香を行った。
位牌所は相国寺洋源軒にあるが、同寺の塔頭・霊陽院は義昭の菩提所として創建されたものである。

## 経歴
- 天文6年（1537年）11月3日、京都にて誕生。
- 天文11年（1542年）11月20日、南都の興福寺一乗院に入室。覚慶と号す。
- 永禄9年（1566年）2月17日、還俗し、義秋と名乗る[24][26]。
- 永禄9年（1566年）4月21日、従五位下に叙し、左馬頭に任官（この叙位・任官時期については諸説ある）。
- 永禄11年（1568年）4月15日、元服し、名を義秋から義昭に改名[34][42]。
- 永禄11年（1568年）10月18日、従四位下に昇叙し、参議に補任。左近衛中将を兼任。征夷大将軍宣下。
- 永禄12年（1569年）6月22日、従三位に昇叙し、権大納言に栄進。
- 元亀4年（1573年）7月、京都より追放される。
- 天正4年（1576年）2月、備後国の鞆に動座し、亡命政権・鞆幕府を樹立。
- 天正15年（1587年）10月、京都に帰還。
- 天正16年（1588年）1月13日、 征夷大将軍を辞す。准三宮の宣下を受け、皇族と同等の待遇を得る。出家し、昌山道休と号した。
- 慶長2年（1597年）8月28日、大坂にて薨去。

## 人物・評価・逸話

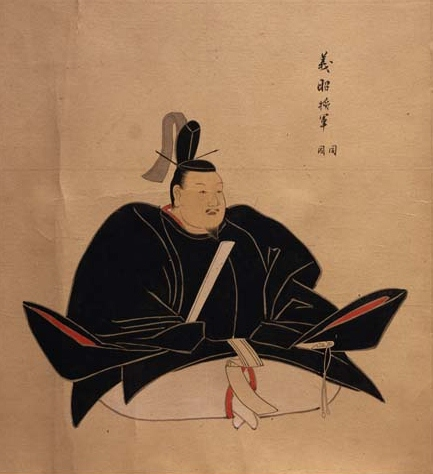
足利義昭像（古画類聚）

- 兄・義輝の死後、幕臣に守られながら流浪したり、織田信長に追放されて諸国を流浪したりして諸大名を頼った経緯から、「貧乏公方」と噂されたといわれる[1]。
- 義昭は室町幕府の歴代将軍の中では、享年が61歳と最も長命な人物である[348]。また、病気を苦にして自害したといわれる父・義晴や反逆によって殺害された兄・義輝と違い、天寿を全うすることができた。
- 『朝倉亭御成記』には、義昭が美味なるものとしてカズノコを食べていたという記録が残っている。
- 義昭の二条御所が竣工したのち、門前に割れた蛤貝が9つ並べおかれていた[354]。これは義昭の心から、「くかい（9つの貝＝公界、表向きのこと）が欠けている」、と京童が笑ってしたものと囁かれた[354]。義昭が自分の御所を信長に建ててもらうほど、将軍として表向きは何もできない、ということを意味するものである[354]。
- 義昭は自らが将軍に就任した際より、元号を「元亀」と改元するべく朝廷に奏請しており、信長が朝倉氏討伐に出陣した直後、その改元を朝廷に実行させている。元亀3年（1572年）3月に朝廷が「元亀」からの改元を決定した際、改元の発議を知らせる使者が信長と義昭の元に派遣されたが（『御湯殿上日記』元亀3年3月29日）、4月に義昭は改元費用の献上を拒んだ（『御湯殿上日記』元亀3年4月20日条）。また、義昭は室町幕府の歴代将軍が行っていた禁裏（御所）修繕も行なわなかった。このため、朝廷では義昭への非難が高まり、吉田兼見は「大樹（将軍）所業之事、禁裏其外沙汰如何、公義（公儀）・万民中々無是非次第之間申也」（『兼見卿記』元亀4年4月1日条）と、義昭の評判の悪さを記している。信長も元亀3年秋に義昭に出した異見十七ヶ条において、義輝の時代と比較して幕府の朝廷への態度が不誠実であるとして、改元や禁裏修繕の件を例に挙げて非難しており、義昭追放の正当な根拠の1つとされた[355]。
- 義昭の時代、足利将軍家と摂関家との関係に大きな変化があった。足利義晴―義輝の時代、近衛家がその外戚的存在として彼らを支持して、彼らが京都を追われた時期においてもこれに随行し、一方で九条家及び同系の二条家は足利義維―義栄を支持して、石山本願寺とも連携する構図となっていた。だが、永禄の変後、義昭の従兄弟である近衛前久が従前通りの慣例を破り、近衛家の血を引く義昭の下向には同行せず、義栄を擁する三好三人衆と接近したことによって、義昭は兄・義輝殺害への前久の関与を疑い、九条稙通や二条晴良もまた、三好三人衆と義栄が近衛家支持に回ったと疑った。その結果、稙通や晴良は義昭を支援することになり、将軍家と摂関家の関係に一種のねじれが生じることになった[82]。
- 義昭は臣下に対する好悪の差が激しく、近江や越前で亡命生活を強いられて苦労を重ねたことから、自身の亡命時代より付き従った者を重用し、足利義栄に参仕した者を憎んだ[356]。特に、二条晴良は義昭の元服の際には越前に下向し、その将軍宣下以前から仕えていたこともあって、義昭から大変重用された[357]。晴良もまた、関白に再任されると、その地位をもって政権運営に深くかかわった[357]。永禄13年（元亀元年）3月、晴良と勧修寺晴右との間で発生した加賀国の公家領・井家荘領有をめぐる争いに関して、義昭のもとに調停が依頼された[356]。すると、義昭は晴良を越前に亡命していた時より自身に従っていたことを理由に勝訴とした一方で、晴右を義栄に参仕したという理由で敗訴とした[358]。なお、正親町天皇が晴右に荘園を安堵する裁決を下していたにもかかわらず、義昭はその勅命を無視して、晴良に安堵する形をとった（『言継卿記』、『晴右公記』永禄13年3月20日条[359]）。このとき、義昭は理非に関わりなく裁断しており、復讐感情を抑制できていなかった[360]。だが、このような対応が、結果として義昭の人気に影を落としていったと考えられる[360]。
- 義昭と信長の義昭の関係悪化に関して、殿中御掟を発端とする見方がある。この殿中御掟については近年、信長が単純に将軍権力を制約しようとしたのではなく、ほとんどの条文が室町幕府の規範や先例に出典が求められるもので、信長が幕府法や先例を吟味した上で幕府再興の理念を示したものだとする説も出されている[361]。また、5箇条の承認とほぼ同じくして、信長の書札礼が関東管領である上杉謙信とほぼ同格になっており、信長が「准官領」（管領・管領代に准じるものと位置付けられた幕府官職）の就任を受け入れた代わりに、信長の方も義昭に求めた要望の結果が記されたもので、信長を幕府の秩序体制に組み込んだという意味では義昭の権力基盤の安定化につながったとする見解もある[362][363]。義昭期の幕府機構を研究していく中で、義昭が信長の傀儡とはいえず、室町幕府の組織が有効に機能しており、むしろ義昭個人の将軍権力の専制化や恣意的な政治判断による問題が浮上し始めていたとする指摘もある[64]。室町幕府において、将軍専制の確立と大名権力の抑制を意図する将軍とこれを抑えようとする管領ら有力大名の対立はこれまでもたびたび発生しており、義昭と信長に限定された話ではない。
- 義昭と信長の関係悪化の発端を、北畠氏との大河内城の戦いの講和条件にあったとする見方もある[64]。この講和の背景には、義昭による調停があった[99]。ところが、信長が自分の次男（後の織田信雄）を北畠氏の養子に押し付けるなど、義昭の意向に反する措置を取った[99]。義昭は織田氏と北畠氏の家格の違いから、信長の行為が武家の家格秩序を乱すことに繋がると判断したために容認できず、両者の意見の齟齬に繋がったと考えられる[99]。また、義昭は信長の伊勢平定自体を快く思っていなかったとされる[99]。このように、幕府再興を念願とする義昭と、武力による天下統一を狙っていた信長の思惑が違っていたために、両者の関係は徐々に悪化していったと考えられる。
- 信長の若狭・越前攻めに関して、朝倉義景が甥の武田元明を越前に連行したことに激怒した義昭の命令に基づく侵攻だったとする説や、反対に浅井氏の金ヶ崎での寝返りは義昭の意思を受けてのものだったとする説があるが、この時の戦いには幕府の奉公衆や昵懇公家衆も参陣していることから、義昭の上意によって動員されたと考えられる[364]。この出陣に際して、信長は既に1月23日付で二十一ヶ国の諸大名に上洛を要請しており、出陣まで3ヶ月と時間があったこととから、どの大名が自分に味方するか、あるいは敵になるか、判断していたと考えられる[93]。また、3月28日に朝廷が御所で千度祓いと石清水八幡宮での戦勝祈願を行っていることから、この軍事行動の主体は義昭であり、信長が条文に基づいて軍事指揮権を行使し、公儀の軍隊を率いる形をとっていた[365]。
- 信長と義景が対立していった理由は不明であるが、義昭が信長に上洛戦の恩賞として、朝倉氏の主筋である斯波氏の家督を与え、信長の下位に位置付けようとしたことに、義景が反発したとする見方がある[366]。他方、信長も義昭のこうした態度に敵意を強めたと考えられる[366]。
- 義昭が信長との講和を破棄し、槇島城において挙兵した際、京都では「かぞいろと やしたひ立てし 甲斐もなく いたくも花を 雨のうつ音」（信長が義昭をまるで父母を扱うように[367]養ってきた甲斐もなく、雨がはげしく花（＝花の御所。将軍を暗示）を打つ音がすることだ）の歌が記された落首が立てられた[368]。
- 義昭は信長によって追放されたのちも、征夷大将軍の地位、および従三位・権大納言の位階・官職を保持しつづけた。『公卿補任』には、天正16年1月13日（1588年2月9日）に義昭が関白・豊臣秀吉と共に御所へ参内し、准三后となり、正式に征夷大将軍を辞するまでその地位にあったと記録されている。200年余り続いた室町幕府の中で、征夷大将軍が足利家の家職であり「（足利家と同じ清和源氏であったとしても）他家の人間が征夷大将軍に就任する事はありえない」という風潮が確立されており、そのため、信長も義昭に代わる征夷大将軍の地位を求めず、朝廷も積極的に義昭の解任の動きを見せなかったともいわれる[350]。
- 義昭は京都から追放されたとはいえ、かつて10代将軍であった足利義稙が明応の政変で将軍職を解任された後も大内義興らによって引き続き将軍として支持を受けて後に義興に奉じられて上洛して将軍職に復帰したように、義昭が京都に復帰する可能性も当時は考えられていた。実際、義昭は追放後も将軍であり続けた、と『公卿補任』には記されている。また、義昭も将軍職としての政務は続け、伊勢氏・高氏・一色氏・上野氏・細川氏・大館氏・飯尾氏・松田氏・大草氏などの幕府の中枢を構成した奉公衆や奉行衆を伴い、近臣や大名を室町幕府の役職に任命するなどの活動を行っていた[注釈 23]。そのため、近畿周辺の信長勢力圏以外（関東・北陸・中国・九州・奥州）では、追放前と同程度の権威を保ち続け、それらの地域の大名からの献金も期待できた。また、京都五山の住持任命権も足利将軍家に存在したため、その任命による礼金収入は存在していた。
- その一方で、義昭が京都にいた時期の奉公衆のうち、追放後も同行し続けたのは2割に過ぎないとする研究もある。その原因として、義昭の在京中から満足に所領が与えられず（与えることができず）に困窮したり、義昭が一部の側近ばかりを重用したりすることに対して、信長に救済を訴え出る奉公衆がいたことから、義昭の奉公衆に対する扱いへの不満があげられ、それらによって奉公衆が幕府を見限って信長に従わせる流れに繋がったと考えられている[369]。実際、所領安堵と引換に信長に従った奉公衆や奉行衆などもおり、その中には最後の政所執事である伊勢貞興、侍所開闔を務めた経験を持つ松田頼隆、他に石谷頼辰・小笠原秀清などがいた。ただし、そのほとんどがこれまでの幕府の職務から離れ、細川藤孝や明智光秀などの麾下に置かれた。これは幕臣たち所領の多くが彼らの支配下に置かれた事や個人的なつながりに由来すると考えられ、京都の統治を担当した村井貞勝の麾下に置かれた名のある幕臣はおらず、旧来の統治のノウハウが室町幕府から織田政権に継承されることはなかった。
- こうした一連の流れは、信長によって荘園制など中世的な秩序が解体されて、将軍・幕府の権威を必要としない支配体制を構築されつつある中で、室町幕府の幕臣達が義昭の再上洛・復権に賭けるか、現実的な京都の支配者である信長に従って所領安堵を図るか、判断が2つに分かれたとみられる。その一方で、信長側からみても幕臣が義昭に従う者と信長に従う者に二分された結果、政所や侍所など幕府機構の維持に必要な人材が不足して機能停止の状態に陥ったため、これらの機構に依拠しない支配体制を構築する方向性に進み、政所や侍所の職員だった幕臣も信長の下で新たな役割を与えられることで、京都における室町幕府の機構は完全に解体されることになった[80]。
- これまでの室町将軍の動座・追放の際には、それまで将軍を支持して「昵近」関係にあった公家が随伴するのが恒例で、彼らを仲介して朝廷との関係が維持され続けていた。実際に義昭の越前滞在時にも未だに将軍に就任していないにもかかわらず、前関白の二条晴良や飛鳥井雅敦ら公家が下向し、義昭に追われる形となった前将軍・義栄にも水無瀬親氏が最後まで従っている。義昭の父・義晴や兄・義輝が近江へ動座した際にもまた、近衛稙家らが随伴していた[370]。ところが、義昭の京都追放においては、二条御所で信長に抵抗した日野輝資や高倉永相のような公家はいたものの、彼らは最終的には信長の説得に応じ、義昭に従って京都を離れた公家は久我晴通・通俊父子のみ[注釈 24]で、この父子も義昭が紀伊に滞在中の天正3年（1575年）には共に病死しているため、義昭に従った公家は皆無となった。これは義昭の将軍就任以降の5年間、元亀から新元号への改元問題を巡る朝廷との対立や近衛前久の出奔、烏丸邸の襲撃などによって、伝統的に足利将軍家と「昵近」関係にあった公家との関係悪化が悪化したことに起因している。また、天正3年11月に信長が右近衛大将に任官すると、公家衆らに新地を給付し、公家社会の安定を図っている[373]。そして、朝廷では追放後の義昭を従来通りの将軍の別称である「公方」「武家」と呼んで、引き続き将軍としての地位を認め、新たに天下人となった信長に対してその呼称を用いることはなかったものの、義昭側に仲介となる公家がいなかったこともあり、両者の間に関係が持たれる事は無かった[85][350]。
- 京を追放されたのち、義昭や側近の幕臣は信長打倒のため、毛利輝元に大きな期待を寄せた[203]。義昭は8月1日付の御内書で、「毛利氏を一番頼りにしています」と記している[203]。また、側近の一色藤長の書状にも、「あなた（輝元）が出陣すれば、その報を受けて五畿内（近江・山城・摂津・河内・和泉）は平定され、すぐに私の本意を遂げることは明らかです。足利将軍家の再興はひとえにあなたの出陣次第です」と記されている[203]。
- 毛利輝元と上杉謙信は、義昭が追放された天正元年の時点では、義昭ではなく信長に味方していた[374]。輝元と謙信は、信長が足利将軍家を維持すると予想しており、足利義輝と三好長慶の永禄改元をめぐる争いや、義輝が討たれた永禄の変のときほどのような危機感は抱いていなかったと考えられる[262]。また、天正元年の時点では、輝元と謙信は信長と領国を接していなかった[262]。だが、信長の勢力拡大によって、輝元と謙信は信長と領国を接するようになり、危機感を覚えるようになった[262]。さらに、信長が権大納言・右近衛大将に就任するなど、自らを将軍家に擬して、足利将軍家を武家の頂点とする秩序を破壊し、室町幕府とは異なる新たな武家政権の成立を目指すことを明白にしたことにも危機感を覚えた[375][262]。輝元と謙信は、自らの領国、そして足利将軍家を中心とする秩序を守るため、義昭に味方し、信長と戦う道を選んだと考えられる[262]。
- 鞆での生活は、備中国の御料所からの年貢の他、足利将軍の専権事項であった五山住持の任免権を行使して礼銭を獲得できたこと、日明貿易を通して足利将軍家と関係の深かった宗氏や島津氏からの支援もあり、財政的には困難な状態ではなかったといわれている。一方で、征夷大将軍として一定の格式を維持し、更に対信長の外交工作を行っていく以上、その費用も決して少なくはなく、また恒常的に保証された収入が少ない以上、その財政はかなり困難であったとする見方もあり、天正年間後期には真木島昭光・一色昭孝（唐橋在通）クラスの重臣ですら吉見氏や山内首藤氏など毛利氏麾下の国衆への「預置」（一時的に客将として与えて面倒をみさせる）の措置を取っている[350]。
- 毛利氏が上洛に踏み切らないのは、北九州で大友宗麟の侵攻を受けているからだと考えた義昭は島津氏や龍造寺氏に大友氏討伐を命じる御内書を下した。島津義久はこれを大友領侵攻の大義名分として北上し、日向の伊東義祐を旧領に復帰させるために南下しようとしていた大友宗麟と激突、天正6年（1578年）の耳川の戦いの一因になったとする説もある[376]。
- 毛利氏もまた、義昭のために全く動いていない訳ではなかった。天正4年（1576年）に三好長治が自害に追い込まれて阿波の三好家中が混乱すると、天正6年（1578年）に毛利輝元は三好義堅（十河存保）を三好氏の当主と認めて和睦、連合して織田氏に対抗しようとする。義昭自身は最初、和睦には反対であったが、最終的には同意して真木島昭光に仲介を命じている。だが、織田氏と結んだ土佐の長宗我部元親の讃岐・阿波侵攻によって、計画は失敗してしまった[377]。
- 信長が横死した本能寺の変において、義昭を事件の黒幕とする説がある[378]。藤田達生は、本能寺の変が義昭や明智光秀をはじめとする旧幕府勢力による一大クーデターであった、とする説を提唱している[379]。他方、宮本義己は、義昭の黒幕説は以下の理由により成立しないとしている[380]。
  - 6月9日に明智光秀が細川藤孝・忠興父子に宛てた覚書に光秀と藤孝にとって共通の旧主である義昭の存在が全く見えないこと。義昭が光秀の謀反に何らかの形で関わっていたとしたら、この場面で義昭を引き合いに出さないのは不自然で、信義を尊ぶ細川父子であればなおのこと有効であったはずである。義昭の存在が謀反の名分になっていなかったことを意味するものであるといえる。
  - 信長打倒を目指して行動を続けていた義昭のもとに、信長を自害させたという密書が届けられた形跡がない。それどころか光秀周辺とのつながりを示すような材料も全く見えてこない。このことは毛利氏の場合も同様である。信長の死を知らせる光秀の使者が秀吉の陣営に迷い込んで捕らえられた不手際も、義昭と毛利氏が本能寺の変を全く予測できなかったことの証であり、義昭が黒幕として光秀を操っていたのなら、あらかじめ隠密の使者のルートが調えられていたに違いない。
  - 吉川広家の覚書（案文）には、毛利氏は秀吉撤退の日の翌日に本能寺の変報を入手しており、秀吉との和議が成ったことを理由に織田軍の追撃をしなかった。この事実は、義昭と事変との関わりの是非を知るうえで意義深いものである。仮に義昭が黒幕として光秀と通じていたならば、光秀が京都を抑えていた段階で秀吉への追撃を思いとどまることなどありえなかったであろう。むしろ、一気に攻勢をかけなければいけなかったはずである。

以上のことから、義昭を黒幕と見るにはかなりの困難がともない、学問的には否定材料しか見当らず肯定する要素はないと考察している。
- 天下統一を実現した秀吉が幕府の創立を目論み、義昭に大名にする代わりに自分を養子としてくれるようにと望んだが、これを拒絶され、やむなく関白になった、という逸話が伝わる[374]（『義昭興廃記』『豊臣秀吉譜』[381]）。だが、これは林羅山の説が初出であり、将軍を神聖視する羅山によって捏造されたものであると考えられている[374]。
- 『多聞院日記』によると、天正12年（1584年）10月16日に秀吉は正親町天皇から将軍に任官するようにとの勅定を受けていたが、これを断ったとされる[374]。秀吉は信長と同様に、将軍への任官を望んでいなかったと考えられている[382]。なぜなら、秀吉こそが、将軍・義昭を庇護した毛利輝元や、義昭の調略を受けた諸将を撃破し、義昭の将軍権威を叩き潰した張本人だったからである[382]。

## 系譜
義昭の嫡男・義尋は、信長の人質となった後、興福寺の大乗院門跡となった。義尋は後に還俗して2人の子をもうけたが、2人とも仏門に入った。このため、義昭の正系は断絶した。
大坂の陣の際、義昭の子と称する一色義喬が総数563人分の「家臣連判帳」を提出して、徳川方に参加しようとしたが、果たせなかったという。その孫・義邵は会津松平家に仕え、陸奥会津藩士となり、坂本姓を名乗る。仕官の際に足利氏菩提寺の鑁阿寺に相伝の家宝の一部を寄進したという（『足利市史 上巻』）。ただし、義喬の存在は同時代史料では確認されていない。
「永山氏系図」（『鹿児島県史料　旧記雑録拾遺　伊地知季安著作集』所収）において、泉州蟄居の際にできた子として、義在という人物の名が記されている。同史料に寄れば、義在は薩摩藩士となり、舅の姓に改姓して「永山休兵衛」と称したという。ただし、義在の存在も同時代史料では確認されていない。
『旧柳川藩志』によると、近江矢島氏を継いだ矢島秀行が義昭の子と記されている。妻は菊亭晴季の女、子に矢島重成、八千子（立花宗茂継室）がいる。
明治12年（1879年）、押小路実潔が名家の子孫を華族に取り立てるよう請願書を提出しているが、この中で「西山義昭将軍裔ニして細川家ニ客タリ足利家」も名家の一つとして数えている。
これは肥後熊本藩士であった尾池義辰の子孫、西山氏を指すものであるが、この西山氏の先祖は義輝という説や義昭の弟という説もあるため、明確になっていない。

## 偏諱を受けた人物

### 公家
- 二条昭実
- 義演

### 「義」の字
- 大友義統
- 島津義珍（義弘）
- 宗義純
- 山名義親（昭豊）
- 三好義堅（十河存保）

### 「秋」の字
- 飯川秋共
- 飯川秋直
- 一色秋家
- 一色秋成
- 一色秋教
- 一色秋範
- 大草秋長
- 畠山秋高（昭高）
- 三淵秋豪（秋英）

### 「昭」の字
- 飯尾昭連
- 石川昭光
- 一色昭国
- 一色昭孝（秋孝とも、のち唐橋在通に改名、唐橋在数の孫か）
- 一色昭辰
- 一色昭信
- 一色昭秀
- 大舘昭氏
- 大舘昭長
- 京極昭成
- 朽木昭貞（三淵昭貞）
- 朽木昭知（三淵昭知）
- 朽木昭長（三淵昭長）
- 渋川昭直
- 宗昭景（義智）
- 畠山昭賢
- 畠山昭清
- 細川昭賢
- 細川昭経
- 細川昭元
- 真木島昭重
- 真木島昭光

## ゆかりの神社・寺院
- 惣堂神社（広島県福山市津之郷町）

祭神として足利義昭が祀られており、御神体として「伝 足利義昭公像（束帯座像）」が伝存している。その近隣は、備後に流れ着いた義昭を毛利輝元家臣で当地周辺を統治していた渡辺氏（一乗山城主）が匿ったとされる地であり、義昭の寓居していた山は御殿山という名で現在も残っている。
- 圓福寺（大可島城跡）（広島県福山市鞆町）

大可島城は毛利輝元を頼って下向した義昭が拠点とした場所。古くは足利直冬（足利尊氏の子、足利直義の養子）も西国での活動拠点とした瀬戸内の要衝であった。現在は陸続きになっているが、かつては独立した島に作られた城、「海城（水城）」であった。後に福島正則によって対岸に鞆城が整備されると、城跡地に現在の南林山釈迦院圓福寺が建立された。義昭はこの大可島城で幕府将軍としての政務を行っていた事から、「鞆幕府ゆかりの地」となっている。

## 関連作品

### 義昭を題材とした作品
小説
- 松本清張『陰謀将軍』（新潮文庫『佐渡流人行』収録）
- 岡本好古『御所車 最後の将軍・足利義昭』（文藝春秋、1993年） ISBN 4-16-314070-0
- 水上勉『足利義昭 流れ公方記』（学陽書房人物文庫、1998年） ISBN 4-313-75033-9
- 宮本昌孝『義輝異聞・遺恩』（徳間文庫『将軍の星 義輝異聞』収録）
- 今村翔吾『旅人の家』（PHP研究所『戦国武将伝 西日本編』収録、2023年）

漫画
- 小坂まりこ『戦国ダンス STEP ON THE WARRIOR』(2014年‐ぼくらのヤングジャンプ)
- そにしけんじ『ねこねこ日本史』（2014年-実業之日本社、第7巻に収録）
- しまたけひと『将軍足利義昭 信長を一番殺したかった男』（2020年 webアクション）[384]

### 義昭が登場した作品
映画
- 戦国自衛隊（1979年、演：鈴木瑞穂）

テレビドラマ
- 太閤記（1965年、NHK大河ドラマ、演：市村吉五郎）
- 天と地と（1969年、NHK大河ドラマ、演：大出俊）
- 国盗り物語（1973年、NHK大河ドラマ、演：伊丹十三）
- 新書太閤記（1973年、テレビ朝日、演：菅貫太郎）
- 黄金の日日（1978年、NHK大河ドラマ、演：松橋登）
- おんな太閤記（1981年、NHK大河ドラマ、演：津村隆）
- 徳川家康（1983年、NHK大河ドラマ、演：篠原大作）
- 太閤記（1987年、TBSテレビ、演：石橋蓮司）
- 武田信玄（1988年、NHK大河ドラマ、演：市川團蔵）
- 織田信長（1989年、TBSテレビ、演：大橋吾郎）
- 信長 KING OF ZIPANGU（1992年、NHK大河ドラマ、演：青山裕一）
- 織田信長（1994年、テレビ東京、演：京本政樹）
- 豊臣秀吉 天下を獲る!  （1995年、テレビ東京、演：石橋蓮司）
- 秀吉（1996年、NHK大河ドラマ、演：玉置浩二）
- 利家とまつ〜加賀百万石物語〜（2002年、NHK大河ドラマ、演：モロ師岡）
- 国盗り物語（2005年、テレビ東京、演：相島一之）
- 功名が辻（2006年、NHK大河ドラマ、演：三谷幸喜）
- 太閤記〜天下を獲った男・秀吉（2006年、テレビ朝日、演：京本政樹）
- 明智光秀〜神に愛されなかった男〜（2007年、フジテレビジョン、演：谷原章介）
- 寧々〜おんな太閤記（2009年、テレビ東京、演：木下ほうか）
- 江〜姫たちの戦国〜（2011年、NHK大河ドラマ、演：和泉元彌）
- 戦国疾風伝 二人の軍師 秀吉に天下を獲らせた男たち（2011年、テレビ東京、演：梶原善）
- 女信長（2013年、フジテレビジョン、演：佐藤二朗）
- 濃姫（2013年、テレビ朝日、演：池田政典）
- 信長のシェフ（2013年、テレビ朝日（東映）、演：正名僕蔵）
- 軍師官兵衛（2014年、NHK大河ドラマ、演：吹越満）
- 信長協奏曲（2014年、フジテレビジョン、演：堀部圭亮）
- 麒麟がくる（2020年、NHK大河ドラマ、演：滝藤賢一）
- どうする家康（2023年、NHK大河ドラマ、演：古田新太）

漫画
- 信長（1986年 - 1990年、ビッグコミックオリジナル増刊、ビッグコミックスペリオール、原作：工藤かずや、作画：池上遼一）
- 信長協奏曲（2009年 - 、小学館ゲッサン、石井あゆみ）
- 信長のシェフ（2011年 - 2024年、芳文社週刊漫画TIMES、原作：西村ミツル、作画：梶川卓郎）